# Cronologia di Star Trek
Quella che segue è una cronologia degli eventi dell'universo fantascientifico di Star Trek.
Questa lista è suscettibile di variazioni e potrebbe essere incompleta o non aggiornata.

## Dal Big Bang alla preistoria
Miliardi di anni fa
- 16 miliardi di anni fa
  - Formazione dell'universo attraverso il Big Bang; scienziati del XXIV secolo teorizzeranno che la causa sia la destabilizzazione delle particelle omega. (Voyager: Il buon pastore, Direttiva Omega)
  - Questo punto del tempo rappresenta un nascondiglio per i membri del Continuum Q: la USS Voyager è stata trasportata qui da Quinn allo scopo di fuggire da Q. (Voyager: Diritto di morte)
- 6 miliardi di anni fa
  - Viene creato il Guardiano dell'Eternità. (Serie Classica: Uccidere per amore)
- 5 miliardi di anni fa
  - Il Sole inizia a formarsi da una nebulosa composta da polvere e gas interstellari. (Voyager: Diritto di morte)
  - Nasce la femmina Q. (Voyager: Questioni di Q-ore)
- 4,5 miliardi di anni fa
  - Si forma il Sole.
  - Una civiltà umanoide deposita parti del proprio DNA in numerosi pianeti della Galassia, il quale si integra con le forme di vita locali indirizzando l'evoluzione verso specie umanoidi intelligenti simili tra loro. (The Next Generation: Il segreto della vita)
- 4 miliardi di anni fa
  - Q e la femmina Q iniziano la loro relazione romantica. (Voyager: Questioni di Q-ore)
- 3,5 miliardi di anni fa
  - Il capitano Jean-Luc Picard osserva, qui trasportato da Q, i primi istanti della vita sulla Terra, in particolare la prima combinazione di amminoacidi a formare una proteina. (The Next Generation: Ieri, oggi, domani)
- 3 miliardi di anni fa
  - Una specie antica costruisce la "macchina del giudizio universale" per sterminare i propri nemici. La macchina tuttavia si rivolta contro di loro. (Serie Classica: La macchina del giudizio universale)
- 2 miliardi di anni fa
  - La civiltà di Tagus III fiorisce e scompare misteriosamente. (The Next Generation: Q-Pido)

Milioni di anni fa
- 87 milioni di anni fa
  - Una civiltà originaria del sistema D'Arsay lancia nello spazio un archivio automatizzato contenente informazioni sulla sua cultura e mitologia. (The Next Generation: Maschere)
- 20 milioni di anni fa
  - Secondo la teoria di Forra Gegen, i sauriani Voth avrebbero in questo periodo abbandonato la Terra per stabilirsi su un pianeta del quadrante Delta. (Voyager: L'origine della specie)
- Un milione di anni fa
  - Viene costruita la città attorno al Guardiano dell'Eternità. (Serie Classica: Uccidere per amore)
- Imprecisato
  - Gli Organiani si evolvono in esseri di pura energia. (Serie Classica: Missione di pace)

Centinaia di migliaia di anni fa
- 600 000 anni fa
  - L'immenso Impero Tkon, composto da trilioni di individui, viene spazzato via quando il loro sole diviene una supernova. (The Next Generation: L'ultimo avamposto)
  - Gli antenati del popolo a cui apparteneva Sargon cominciano l'esplorazione della Via Lattea, stabilendo colonie su diversi pianeti tra cui forse Vulcano. (Serie Classica: Ritorno al domani)
- 500 000 anni fa
  - Una guerra civile distrugge l'atmosfera del pianeta del popolo di Sargon; parte della popolazione viene trasferita nel sottosuolo, all'interno di sfere che ne contengono la coscienza. (Serie Classica: Ritorno al domani)
  - La stella di Exo III inizia a spegnersi e gli abitanti si rifugiano nel sottosuolo. Questa civiltà arriverà poi a sviluppare degli androidi quasi perfetti. (Serie Classica: Gli androidi del dottor Korby)
  - Nasce e si sviluppa la civiltà dei Bajoriani. (The Next Generation: Il guardiamarina Ro)

## Preistoria
- 200 000 anni fa
  - Il pianeta degli Iconiani viene distrutto da un massiccio bombardamento orbitale. (The Next Generation: Contagio; Deep Space Nine: Fino alla morte)
  - I Borg iniziano la loro evoluzione come esseri cibernetici. (The Next Generation: Chi è Q?)
- 100 000 anni fa
  - Il network sub-spaziale che in seguito viene rivendicato dagli Hirogeni, viene costruito da una specie sconosciuta. (Voyager: Il messaggio in bottiglia, Cacciatori)
  - Il pianeta oceanico dimora della civiltà Moneana viene creato artificialmente. (Voyager: Trenta giorni)
- 50 000 anni fa
  - Gli Horta di Janus VI iniziano il loro più recente ciclo di rinascita. (Serie Classica: Il mostro dell'oscurità)
  - Bele inizia a dare la caccia a Lokai, portando ad una rivoluzione sul pianeta Cheron. (Serie Classica: Sia questa l'ultima battaglia)
- 42 500 anni fa
  - Una specie del quadrante Delta, nota come Spiriti del Cielo, ha un primo contatto con i primitivi abitanti della Terra, stabilendosi in mezzo a loro e inserendo nel loro patrimonio genetico una forte curiosità e la passione per le avventure coraggiose. (Voyager: Gli spiriti del cielo)
- 30 000 anni fa
  - La civiltà Verathan, originaria del sistema Verath nel Quadrante Gamma, raggiunge il suo apice. (Deep Space Nine: Per amore di Q)
- 22 000 anni fa
  - Viene effettuata la prima di 947 spedizioni archeologiche nelle rovine di Tagus III. (The Next Generation: Q-Pido)
  - Alcuni Trill iniziano una relazione simbiotica con un'altra specie. (The Next Generation: L'ospite)
- 20 000 anni fa
  - I Bajoriani iniziano a celebrare la Festa della Gratitudine. (Deep Space Nine: Incantesimo d'amore)
  - La sacra città bajoriana di B'hala si perde nella storia. (Deep Space Nine: Estasi)
- 12 000 anni fa
  - Un artigiano conosciuto come il Maestro di Tarquin Hill su Kurl crea piccole statuine di ceramica, chiamate naiskos, che rappresentavano la comunità di individui presente all'interno di ogni persona. (The Next Generation: Il segreto della vita)
- 10 000 anni fa
  - Secondo Quinn, questo è l'ultimo periodo in cui gli occupanti del Continuum Q hanno avuto bisogno di parlarsi l'un l'altro. (Voyager: Diritto di morte)
  - Su Gamma Trianguli VI viene costruito Vaal, per controllare il clima e fornire il cibo agli abitanti del pianeta. (Serie Classica: La mela)
  - Il sole del sistema Fabrini si trasforma in una supernova e tutti i pianeti del sistema vengono distrutti, costringendo i Fabriniani a costruire Yonada, una gigantesca nave-asteroide. (Serie Classica: Ho toccato il cielo)
  - La civiltà di Sigma Draconis VI provocò una catastrofica era glaciale. Come risultato, gli abitanti del pianeta iniziarono a regredire a un livello primitivo subendo un grande scisma sociale. (Serie Classica: Operazione cervello)
  - Una specie di organismi intelligenti capaci di viaggiare nello spazio profondo si estinguono quasi completamente. Gomtuu è l'ultimo sopravvissuto conosciuto. (The Next Generation: L'uomo di latta)
  - Il primo cristallo viene scoperto dai Bajoriani nel cielo al di sopra del loro pianeta. Nei successivi millenni, nove straordinari oggetti verranno scoperti, ispirando rivelazioni alla base della religione bajoriana. (Deep Space Nine: L'Emissario)
  - I Fondatori si stabiliscono su un pianeta nella Nebulosa di Omarion per sfuggire al pregiudizio e alla persecuzione, fondando il Dominio. (Deep Space Nine: In cerca dei Fondatori (seconda parte))
  - I Ferengi scoprono il concetto di valuta e di profitto. (Deep Space Nine: Gli omini verdi)
  - Gli archeologi bajoriani iniziano la loro ricerca per trovare la città perduta di B'hala, che verrà scoperta nell'anno 2373. (Deep Space Nine: Estasi)
  - I Kalandan costruiscono il loro avamposto. (Serie Classica: Un pianeta ostile)
- Indeterminato
  - La popolazione di Talos IV viene quasi spazzata via da una guerra. Forzati a vivere sotto la superficie, i Talosiani sviluppano poteri mentali, trascurando la loro conoscenza tecnologica e le loro abilità. (Serie Classica: Lo zoo di Talos, L'ammutinamento (prima parte), L'ammutinamento (seconda parte))
  - Secondo la mitologia Klingon, Kortar, il primo Klingon, distrugge gli dèi che lo hanno creato. (Deep Space Nine: Il nemico tra noi; Voyager: La barca dei morti)
  - Una stella di neutroni in un sistema stellare binario nel settore Kavis Alpha inizia i suoi cicli esplosivi che durano 196 anni. (The Next Generation: Evoluzione)
  - Un fatale conflitto scoppia tra le file di una specie chiamata Saltah'na. Prima della loro estinzione, gli Saltah'na creano una collezione di sfere di energia che conservano le registrazioni degli eventi che hanno portato alla distruzione della specie, attraverso una matrice telepatica, in grado di trasferirsi nella mente di alcune specie umanoidi. (Deep Space Nine: Dramma involontario)

## Storia antica
- Circa 4000 a.C.
  - Una specie aliena sconosciuta rapisce numerosi esseri umani dalla Terra per essere allevati eugeneticamente su un pianeta distante, affinché l'umanità non si autodistrugga agli albori della sua era tecnologica. Gary Seven sarà uno dei loro discendenti. (Serie Classica: Missione Terra)
- 3834 a.C.
  - Nasce in Mesopotamia Akharin, un immortale. Passando attraverso numerose identità successive, diviene conosciuto come Flint. (Serie Classica: Requiem per Matusalemme)
- Circa 3733 a.C.
  - Landru di Beta III predica la pace e la coesistenza fra la sua gente, mettendo fine ad un periodo di barbarie. Egli infine costruisce un computer in grado di sostituirlo e proteggere il suo popolo dopo la sua morte. (Serie Classica: Il ritorno degli Arconti)
- Indeterminato
  - Gli Aldeaniani costruiscono un imponente dispositivo di occultamento che nasconde il proprio pianeta, Aldea, dalla rilevazione esterna. (The Next Generation: Il pianeta sterile)

- Circa 2700 a.C.
  - Un gruppo di alieni visita la Terra e si insedia nell'area del Mar Mediterraneo. Essi verranno poi adorati come divinità dalle popolazioni dell'antica Grecia e dell'antica Roma. (Serie Classica: Dominati da Apollo)
- Circa 2600 a.C.
  - Gli Egizi costruirono le piramidi di Giza. Sono stati osservati dagli antropologi dal futuro nell'anno 2769. (Enterprise: Guerra temporale)
  - I Vulcaniani iniziano le prime pratiche dei rituali per sopprimere le emozioni. (Voyager: Pensiero violento)

- 1800 a.C.
  - La sesta specie Xindi, gli Xindi-Aviari, realizza una grande fortezza che un giorno diventerà sede del Consiglio Xindi. (Enterprise: Il consiglio degli Xindi)

- Circa 950 a.C.
  - Flint vive l'esistenza di re Salomone. (Serie Classica: Requiem per Matusalemme)
- Circa 850 a.C.
  - Viene costruito il monastero vulcaniano su P'Jem. (Enterprise: Il caso andoriano)
- Circa 500 a.C.
  - Il profeta bajoriano Trakor si imbatte per la prima volta nel Cristallo della profezia e del cambiamento e scrive una serie di profezie inerenti all'Emissario dei Profeti. (Deep Space Nine: La terza profezia)
- Circa 400 a.C.
  - La stella di Sahndara esplode in una supernova, costringendo i Platoniani a fuggire sulla Terra. I loro soggiorni coincidono con il periodo dei filosofi Socrate e Platone. Dopo la fine della civiltà Greca si spostarono sul pianeta Platonius. (Serie Classica: Umiliati per forza maggiore)
- 356-323 a.C.
  - Flint vive l'esistenza di Alessandro Magno. (Serie Classica: Requiem per Matusalemme)
- 44 a.C.
  - Parmen, il futuro leader della comunità esule di Sahndara, nasce su Platonius. (Serie Classica: Umiliati per forza maggiore)
- 33 a.C.
  - Philana, futura moglie di Parmen, nasce su Platonius. (Serie Classica: Umiliati per forza maggiore)
- 3 a.C.
  - Philana, oramai trentenne, smette di invecchiare. (Serie Classica: Umiliati per forza maggiore)

- 85 d.C.
  - Parmen sposa Philana sul pianeta Platonius. (Serie Classica: Umiliati per forza maggiore)

III secolo
- Gli abitanti di Vulcano iniziano una guerra terribile e distruttiva, con l'impiego di armi atomiche, causata dalle loro violente passioni ed emozioni. Alcuni miti di quest'epoca descrivono un'arma da guerra terrificante chiamata la Pietra di Gol, che uccideva con l'energia mentale negativa. (Serie Classica: La navicella invisibile, Il duello, Un tuffo nel passato; The Next Generation: L'arma perduta (seconda parte); Enterprise: Risvegli)
- Dopo la guerra nucleare, su Vulcano si afferma l'ideologia della logica e della non violenza propugnata da Surak. (Serie Classica: Il duello, Sfida all'ultimo sangue; Enterprise: Risvegli; The Next Generation: L'arma perduta (prima parte))
- Gli antenati di Spock adottano un cerimoniale d'affiliazione che permane nella loro famiglia almeno fino al XXIII secolo. (Serie Classica: Il duello)
- La società del pianeta 892-IV si evolve in un percorso parallelo a quello dell'Impero Romano sulla Terra. (Serie Classica: Nell'arena con i gladiatori)

IV secolo
- I Jem'Hadar iniziano a servire nel fronte di difesa del Dominio. (Deep Space Nine: Quel che si lascia)
- Un gruppo di Vulcaniani che non vogliono seguire gli insegnamenti di Surak, lasciano Vulcano. In seguito si insediano su diversi pianeti nel Quadrante Beta, inclusi Calder II, Dessica II, Draken IV, Yadalla Prime, e Barradas III, divenendo poi noti come Romulani. (Serie Classica: La navicella invisibile, Incidente all'Enterprise; The Next Generation: Il segreto di Spock (seconda parte), L'arma perduta (prima parte))
- Il Sodalizio Vidiiano del Quadrante Delta viene devastato da un morbo virale e mortale chiamato Fagia. I Vidiiani sopravvivono solo sottraendo organi e tessuti dai malcapitati per sostituire i propri. (Voyager: Ladri di organi)
- Si estingue la civiltà nativa di Golana. (Deep Space Nine: Orfana del tempo)

## Medioevo
VII secolo
- Nasce uno dei rappresentanti della civiltà Metron, che in seguito incontrerà James T. Kirk e un capitano Gorn. (Serie Classica: Arena)

IX secolo
- Dopo una battaglia combattuta e vinta contro il tiranno Molor e i Fek'Ihri, Kahless l'Indimenticabile stabilisce un ferreo codice guerriero tramandatosi nella cultura Klingon per secoli. (The Next Generation: Il ritorno di Kahless; Deep Space Nine: La spada di Kahless)
- La spedizione dei Nacene raggiunge la Via Lattea. (Voyager: Il potere della mente)
- Una feroce guerra irrompe su Solais V. Il conflitto dura fino al XXIV secolo, al punto che le parti in guerra sono ormai completamente distrutte. (The Next Generation: Rumoroso come un sussurro)
- La società di Kaelon II adotta per la prima volta l'usanza della Risoluzione. (The Next Generation: Una vita a metà)

XI secolo
- Tutta la vita sul pianeta Zetar si estingue a causa di una guerra. Solo circa un centinaio di individui sopravvive sotto forma di schemi energetici che rappresentano i loro pensieri. (Serie Classica: Le speranze di Zetar)
- Circa 1000
  - Gint, il primo Grande Nagus, codifica i valori culturali dei Ferengi in un testo che chiama Regole dell'acquisizione. (Deep Space Nine: Il sindacato, Parti del corpo)

XII secolo
- Le sfere vengono costruite dai Costruttori di Sfere. (Enterprise: L'anomalia)
- I Vissiani sviluppano la propulsione a curvatura. (Enterprise: Il cogenitore)

XIII secolo
- 1279
  - Caduta la dinastia Sung, con il nipote di Genghis Khan. L'intera Cina, da questo momento, sarà amministrata dalla capitale del Kublai, Xanadu, dall'altra parte della Mongolia esterna. I Sung avevano regnato per oltre trecento anni; i loro artigiani costruirono la statua di un cavallo che il capitano Picard in seguito regalerà a Lutan. (The Next Generation: Codice d'onore)
- Imprecisato
  - Il padre di Wu vive sul pianeta Omega IV. (Serie Classica: Le parole sacre)

XIV secolo
- Una violenta guerra tra Promelliani e Menthariani si combatte vicino a Orelious IX. Il conflitto distrugge entrambe le civiltà e il pianeta. L'incrociatore da battaglia promelliano Cleponji rimane intrappolato dagli assimilatori acetoniani nella zona di detriti di Orelious IX. (The Next Generation: Trappola spaziale)
- La civiltà ventaxiana, affetta da un grave inquinamento ambientale, seriamente sovrappopolata e costantemente in stato di guerra, inizia un periodo millenario di pace e prosperità. Secondo la legenda, i Ventaxiani suggellarono un patto con un essere soprannaturale chiamato Ardra. (The Next Generation: Il diavolo)
- Il pianeta Kataan viene colpito da una siccità prolungata causata dall'incremento delle radiazioni solari. Rendendosi conto che il loro sole era in procinto di diventare una nova, la popolazione lanciò una sonda contenente una registrazione delle memorie della loro civiltà. (The Next Generation: Una vita per ricordare)
- I Nacene, un gruppo di esploratori extragalattici, visitano il pianeta natale degli Ocampa nel Quadrante Delta. Involontariamente provocano l'estirpazione di tutte le particelle nucleogeniche dall'atmosfera del pianeta. Due Nacene scelgono di rimanere e di proteggere gli Ocampa dai danni causati. (Voyager: Dall'altra parte dell'universo)
- Un gruppo di viaggiatori umanoidi rimangono bloccati sul pianeta Meridian, situato nell'intersezione di due distinti piani dimensionali. (Deep Space Nine: Meridian)
- Kahless e Lukara combattono la battaglia di Qam-Chee. (Deep Space Nine: Cercando il par'Mach in tutti i posti sbagliati)
- Qo'noS viene attaccato da un gruppo di predoni alieni, il cui nome klingon è Hur'q. Molti manufatti della cultura klingon vengono sottratti, tra i quali la famosa Spada di Kahless. In questo periodo, i guerrieri klingon estromettono e rinnegano tutti i loro dèi. (Deep Space Nine: La spada di Kahless, Il nemico tra noi)
- La festività vulcaniana di Rumarie cessa di essere celebrata. (Voyager: Fusione mentale)
- La famiglia regnante del sistema Ramatis scopre nel proprio patrimonio genetico la mancanza del gene necessario per il senso dell'udito. Viene sviluppato un sistema alternativo nel quale i membri della famiglia regnante possano udire e parlare attraverso un "coro" di interpreti. (The Next Generation: Rumoroso come un sussurro)
- Il popolo di Ardana costruisce una magnifica città chiamata Stratos, che fluttua tra le nuvole. Viene largamente considerata come il più grande esempio di anti-gravità sostenibile della galassia. (Serie Classica: Una città tra le nuvole)
- Inizia una guerra civile su Daled IV. (The Next Generation: La delfina)
- Il popolo di Mintaka III inizia una trasformazione nella loro società, attraverso una nuova comprensione del loro mondo basata sulla logica e sul pensiero razionale. (The Next Generation: Prima direttiva)
- Gomtuu, un'entità spaziale vivente, contatta un appartenente alla propria specie, un contatto che sarà l'ultimo per molti secoli. (The Next Generation: L'uomo di latta)
- Il popolo di Aldea innalza un campo di forza sopra il loro pianeta nel tentativo di ingannare i loro nemici. (The Next Generation: Il pianeta sterile)
- 1334
  - Mentre la peste bubbonica irrompe in Cina, per diffondersi presto in tutte le direzioni fino all'Europa, e spazza via oltre due terzi degli umani nei due continenti, Flint trascorre l'estate a Costantinopoli. (Serie Classica: Requiem per Matusalemme)

XV secolo
- 1484
  - Dopo che i Turei hanno reso il loro pianeta natale inabitabile a causa di bombardamenti con armi al plasma, un battaglione di circa seicento guerrieri Vaadwaur si rifugia sotto la superficie del pianeta in uno stato di stasi criogenica. Intendono rimanerci per solo cinque anni, ma vengono invece risvegliati quando la USS Voyager visita il loro pianeta 892 anni dopo. (Voyager: I denti del drago)

## Rinascimento
XVI secolo
- Si svolge l'ultima guerra fra i "Romani" su 892-IV. (Serie Classica: Nell'arena con i gladiatori)
- Esploratori bajoriani costruiscono un veicolo spaziale a energia solare per l'esplorazione del proprio sistema solare. (Deep Space Nine: Il vascello solare)
- I T-Rogorani conquistano gli Skrreea uccidendo la maggior parte dei loro leader e costringono la popolazione a lavorare come schiavi. (Deep Space Nine: La terra promessa)
- La Seconda Dinastia si insedia nell'Impero Klingon, ma terminerà con l'assassinio dell'imperatore Reclaw. Nei dieci anni successivi, l'impero viene governato da un consiglio eletto dal popolo. In seguito, un nuovo gruppo di klingon, chiamato poi la Terza Dinastia, ricevono i titoli e i nomi della Famiglia Imperiale originale. (Deep Space Nine: Siete cordialmente invitati...)

## Età moderna
XVII secolo
- Nasce il padre di Guinan. (The Next Generation: Giovani eroi)
- Flint incontra Galileo Galilei. (Serie Classica: Requiem per Matusalemme)
- 1647
  - Un uomo di nome Ronin nasce a Glasgow. Diventa ospite di una forma di vita anafasica, che gli garantisce un'eterna giovinezza. (The Next Generation: Segreto di famiglia)
- 1666
  - Isaac Newton definisce le tre leggi della dinamica che formano una delle basi della fisica. Il momento illuminante delle sue intuizioni avviene quando un membro del Continuum Q, Quinn, urta il melo sotto il quale era seduto Newton stesso, causando la caduta di una mela sulla sua testa. (Voyager: Diritto di morte)

XVIII secolo
- Un gruppo di antropologi alieni visitano la Terra e trapiantano un gruppo di nativi americani, inclusi membri delle tribù Delaware, Navajo e Mohicane, su un pianeta di Classe M chiamato Amerind. (Serie Classica: Il paradiso perduto)
- Gli T'Lani e i Kellerun si dichiarano guerra. (Deep Space Nine: Una pace crudele)
- Il popolo di Beta Portolan viene sopraffatto da una follia collettiva, portata dall'arrivo del parassita neurale di Deneva. (Serie Classica: Pianeta Deneva)
- I coloni di Peliar Zel emigrano sulle due lune del pianeta. (The Next Generation: L'ospite)
- Centinaia di criminali dal pianeta Ux-Mal vengono imprigionati su una luna di Mab-Bu VI, dopo che le loro coscienze vengono separate permanentemente dai loro corpi. (The Next Generation: Gioco di potere)
- Circa 1767
  - I pianeti Eminiar VII e Vendikar iniziano un'aspra guerra. Il conflitto viene combattuto interamente in una simulazione computerizzata e le vittime sono solo delle proiezioni degli esiti delle battaglie. (Serie Classica: Una guerra incredibile)
- 1776
  - Il Presidio, futuro sito del Comando della Flotta Stellare e dell'Accademia della Flotta Stellare, viene fondato in Spagna. (Star Trek (film 1979))
- 1778
  - Una stella di neutroni ubicata in un sistema stellare binario del settore Kavis Alpha esplode. (The Next Generation: Evoluzione)

## Età contemporanea

### XIX secolo
- Viene fondata l'Unione Cardassiana, con il Consiglio di Detapa investito dell'autorità sul Comando Centrale e sull'Ordine Ossidiano. (Deep Space Nine: La nave rubata)
- Sulla Terra viene fabbricato un paio di occhiali. Secoli dopo, l'oggetto viene dato all'ammiraglio James T. Kirk come dono dal dottor Leonard McCoy. (Star Trek II: L'ira di Khan)
- 1806
  - Wu nasce su Omega IV. (Serie Classica: Le parole sacre)
- 1812
  - Napoleone Bonaparte raggiunge l'apice del suo periodo di conquiste in Europa. Le sue gesta vengono notate oltre 450 anni dopo dall'alieno Trelane tramite un telescopio da osservazione a lungo raggio. (Serie Classica: Il cavaliere di Gothos)
- 1821
  - Lo scrittore John Keats muore a Roma. Il prematuro decesso del famoso poeta avviene a causa di un'entità chiamata Onaya, che aiutò Keats a trovare la sua vena creativa mentre attingeva dalla sua energia neurale. (Deep Space Nine: La musa)
- Intorno agli anni 1850
  - Il pianeta natale dei Sulibani diventa inabitabile, costringendo la sua popolazione ad emigrare. (Enterprise: Prigionieri)
- 1850-1870
  - In questo periodo, i Vulcaniani riprendono i viaggi interstellari dopo aver ricostruito la propria società. (Enterprise: La Fornace)
- 1852
  - Una coppia si sposa su Vega Reticuli. Per il loro trecentesimo anniversario di matrimonio si recheranno sul pianeta Risa, dove incontreranno Jonathan Archer. (Enterprise: Due giorni e due notti)
- Anni 1860
  - Un gruppo di umani vengono rapiti dal Nord America orientale dagli Skagarani che vogliono rendere schiavi i prigionieri. Gli umani vengono portati su un pianeta di Classe M all'interno della Distesa Delfica dove ben presto si ribellano ai loro oppressori e iniziano a ricostruire la propria società fondando una colonia in stile Vecchio West. (Enterprise: Cowboy dello spazio)
- Giugno 1864
  - La battaglia di Pine Mountain viene disputata durante la marcia verso il mare di Sherman. Thaddius Riker, un antenato di William T. Riker, viene salvato da Quinn, un membro del Continuum Q, dopo essere stato ferito. (Voyager: Diritto di morte)
- Anni 1870
  - Il compositore Johannes Brahms, che vive a Vienna, scrive alcune delle sue più note opere musicali. Quasi quattrocento anni dopo, Flint sostiene che un tempo viveva sotto le spoglie di Brahms. (Serie Classica: Requiem per Matusalemme)
- 1873
  - Colt Firearms (equivalente alla Colt's Manufacturing Company) introduce la pistola Modello da Cavalleria calibro 45. (The Next Generation: Un mistero dal passato (prima parte))
- 1888-1891
  - L'entità nota con il nome di Redjac, incarnata in "Jack lo Squartatore" uccide diciassette donne nella città di Londra sulla Terra. (Serie Classica: Fantasmi del passato)
- Inizio anni 1890
  - Guinan stabilisce la sua residenza sulla Terra. (The Next Generation: Un mistero dal passato (prima parte))
- 13 agosto 1893
  - Un gruppo di mutaforma provenienti da Devidia II giungono sulla Terra e sfruttano l'epidemia di colera per coprire l'omicidio di umani al fine di assorbire la loro energia neurale. Data viene accidentalmente riportato in questa epoca, dove tenta di fermare i Devidiani e Samuel Clemens dal rivelare informazioni su di sé e alterare la linea temporale. L'equipaggio della USS Enterprise D segue i Devidiani indietro nel tempo dal XXIV secolo per fermarli (The Next Generation: Un mistero dal passato (prima parte)). La testa di Data viene accidentalmente attirata nel canale che consentiva il viaggio nel tempo dei Devidiani e rimane lì fino al 2368 con un messaggio di Picard (The Next Generation: Un mistero dal passato (seconda parte)).

### XX secolo
- I Denobulani perfezionano l'ingegneria genetica. (Enterprise: Terra di confine)
- 1902
  - Sean Aloysius O'Brien, antenato di Miles O'Brien, guida lo sciopero del carbone del 1902. (Deep Space Nine: Il sindacato)

Anni 1910
- 1914
  - Muore l'ultimo esemplare di piccione viaggiatore. (Serie Classica: Trappola umana)
- 1916
  - In una linea temporale alternativa, Vladimir Lenin viene assassinato. L'omicida non è mai stato catturato; i presenti dichiarano che è svanito nel nulla. L'attentato è in realtà una breccia negli accordi temporali. (Enterprise: Nuovo fronte temporale (seconda parte))

Anni 1920
- 1925
  - Viene scoperta una punta di Folsom in Nuovo Messico sulla Terra. (Serie Classica: La Galileo)
- 1928
  - L'Hotel Graystone inizia la sua attività commerciale a Chicago sulla Terra. (Voyager: Rotta verso l'oblio)

Anni 1930
- Scoppia la guerra civile sul pianeta Xindus. (Enterprise: La kemocite)
- 1930
  - Il dottor Leonard McCoy, affetto da un'overdose di cordrazene, salta attraverso il Guardiano dell'Eternità e arriva in questo anno. Per un certo periodo cambia la storia salvando la vita della pacifista Edith Keeler. Questo evento relega la Federazione dei Pianeti Uniti fuori dalla storia, eccetto che per una piccola squadra di sbarco della USS Enterprise. Il capitano Kirk e il comandante Spock usano il Guardiano per intercettare McCoy nel passato, impedendogli di salvare la vita a Keeler e ripristinare il corso della storia. (Serie Classica: Uccidere per amore)
  - Miles O'Brien e Kira Nerys appaiono brevemente a San Francisco mentre tentano di localizzare il periodo temporale in cui Benjamin Sisko, Jadzia Dax e Julian Bashir si sono materializzati, stabilendo un primo contatto non ufficiale fra Umani e Bajoriani. (Deep Space Nine: Tempi passati (seconda parte))
- 1932
  - L'entità nota con il nome Redjac, che si era incarnata in "Jack lo Squartatore", uccide sette donne in Cina. (Serie Classica: Fantasmi del passato)
- 1937
  - Circa 300 umani vengono rapiti da una razza aliena, i Briori, e portati su un pianeta nel quadrante Delta come schiavi. Tra i rapiti vi è Amelia Earhart. (Voyager: Una nuova Terra)

Anni 1940
- 1944
  - In una linea temporale alternativa, i nazisti tedeschi controllano una vasta porzione degli Stati Uniti occidentali, inclusa New York, grazie al misterioso assassinio di Vladimir Lenin e aiutati dal Na'kuhl Vosk, che ha viaggiato indietro nel tempo dal XXIX secolo. Jonathan Archer e l'Enterprise NX-01 vengono inviati dall'agente temporale Daniels in questa linea temporale con lo scopo di impedire il "surriscaldamento" della Guerra Fredda Temporale. La timeline viene ripristinata dopo che Archer e il Sulibano Silik riescono a neutralizzare lo schermo di energia che protegge il corridoio temporale di Vosk, permettendo all'equipaggio dell'Enterprise di distruggerlo con i siluri fotonici. (Enterprise: Nuovo fronte temporale, prima e seconda parte))
- 2 luglio 1947
  - Una navetta Ferengi proveniente dal XXIV secolo, che trasportava Quark, Rom, Nog, e Odo, precipita sulla Terra nelle vicinanze di Roswell, in Nuovo Messico, provocando il primo contatto non ufficiale fra Umani e Ferengi. Gli alieni vengono brevemente imprigionati dalle forze aeree degli Stati Uniti prima della loro fuga, ritornando poi nella propria epoca. L'evento viene nascosto dal governo americano, che dichiara di non aver trovato altro che un pallone sonda. (Deep Space Nine: Gli omini verdi)

Anni 1950
- Inizia una disputa di confine fra Andoria e Vulcano, poco dopo il primo contatto tra i due mondi, che dura per i 200 anni successivi. Secondo l'Andoriano Shran, l'unica cosa che tratteneva Vulcano dall'invadere Andoria era la minaccia di feroci rappresaglie. Dopo il furto di un prototipo di una superarma dagli Xindi, Shran dichiarò che "con un'arma di questa portata a nostra disposizione, non oseranno attaccarci". (Enterprise: Il test)
- 1957
  - Una nave vulcaniana, che stava osservando il lancio dello Sputnik I, precipita sulla Terra, effettuando un atterraggio di fortuna vicino alla cittadina di Carbon Creek in Pennsylvania, provocando il primo contatto non ufficiale fra gli Umani e i Vulcaniani. (Enterprise: Carbon Creek)
- 1958
  - Vengono recuperati i due superstiti Vulcaniani, membri della squadra di esploratori che precipitò a Carbon Creek in Pennsylvania. (Enterprise: Carbon Creek)
  - Shannon O'Donnell nasce negli Stati Uniti d'America. Fra i suoi discendenti vi è il capitano Kathryn Janeway. (Voyager: 11:59)

Anni 1960
- Un tentativo di utilizzare l'ingegneria genetica in forma virale annienta tutta la vita, eccetto i bambini in età preadolescenziale, su un pianeta distante, il quale è una copia fisica della Terra. Il virus blocca l'invecchiamento di questi bambini, che sopravvivono per almeno altri 300 anni, fino a quando la USS Enterprise non li scopre nel 2266. (Serie Classica: Miri)
- Un progetto segreto di ingegneria genetica viene avviato da un gruppo di scienziati, il quale crea un gran numero di umani geneticamente potenziati. Trenta anni dopo, questi "superuomini" prendono il controllo di oltre quaranta nazioni, iniziando le Guerre Eugenetiche. (Serie Classica: Spazio profondo)
- 1967
  - La nave temporale della Federazione Aeon, precipita nella Sierra Nevada, California, dopo che il suo sistema di navigazione venne distrutto durante un attacco alla USS Voyager nel 2373. Il capitano Braxton effettua un'espulsione di emergenza e tenta di cercare la sua nave perduta. Sfortunatamente, viene trovata prima da Henry Starling, che se ne impossessa e inizia ad utilizzare la sua tecnologia avanzata per fondare la Chronowerx e iniziare la rivoluzione dei microprocessori. (Voyager: Futuro anteriore (prima parte))

Anni 1980
- 1986
  - L'ammiraglio Kirk e il suo equipaggio viaggiano nel tempo all'anno 1986 per prendere un paio di balene megattere per rispondere a una chiamata di una misteriosa sonda che assale la Terra nel 2286. Durante l'acquisizione delle balene, Montgomery Scott e Leonard McCoy forniscono al dottor Nichols la formula dell'alluminio trasparente sul suo computer Macintosh. (Rotta verso la Terra)

Anni 1990
- Durante gli anni 1990, la Terra condusse diversi esperimenti di guerra batteriologica. Secondo il dottor McCoy, uno di questi esperimenti produsse un'infezione simile a quella riscontrata su alcuni membri dell'equipaggio della USS Enterprise che visitarono Omega IV. (Serie Classica: Le parole sacre)
- 1992
  - Khan Noonien Singh sale al potere nel Medio Oriente e in Asia. (Serie Classica: Spazio profondo)
- 1993
  - Hanno inizio le Guerre eugenetiche, un conflitto tremendo causato dai "superuomini" modificati geneticamente guidati da Khan Noonien Singh. Nello spazio di un anno, Khan e i suoi seguaci prendono il controllo di quaranta nazioni terrestri, circa un quarto del pianeta. Scoppiano conflitti terribili, anche tra gli stessi superuomini. Intere popolazioni vengono sterminate e la Terra si trova sull'orlo di un nuovo Medioevo. (Serie Classica: Spazio profondo)
- 1994
  - Sulla Terra, la criogenia, seguendo la direttiva di "congélati adesso, guarisci poi", è divenuta molto popolare e un satellite criogenico viene lanciato in orbita terrestre. Fra i suoi occupanti vi sono Clare Raymond, Ralph Offenhouse e "Sonny" Clemonds. Il satellite esce però dall'orbita e raggiunge le vicinanze del sistema binario Kazis nel 2364, dove viene intercettato dalla USS Enterprise D. (The Next Generation: La zona neutrale)
- 1996
  - Terminano le Guerre eugenetiche con la sconfitta di tutti i superuomini, ad eccezione di Khan Noonien Singh il quale, assieme ad oltre cinquanta dei suoi seguaci, lascia la Terra a bordo della SS Botany Bay, che ricomparirà non prima del 2267. (Serie Classica: Spazio profondo; Star Trek II: L'ira di Khan)
  - La USS Voyager giunge in orbita terrestre dopo aver viaggiato nel tempo a causa dell'operato del capitano Braxton. (Voyager: Futuro anteriore (seconda parte))
- 4 luglio 1997
  - Il primo veicolo lanciato dalla NASA atterra su Marte. Il sito, presso la Carl Sagan Memorial Station, è preservato quale Mars Heritage Site presso la Mars Historical Preservation Society. (Enterprise: Lotta per la Terra)

### XXI secolo
- 2001
  - 1º gennaio - Inizia sulla Terra, nello stato dell'Indiana la costruzione dell'edificio auto-sostenibile Millennium Gate. (Voyager: 11:59)
- 2002
  - Viene lanciata Nomad, prima sonda extra-solare terrestre, con lo scopo di raggiungere altri sistemi e ricercare forme di vita aliena. Presto viene data per distrutta. (Serie Classica: La sfida)
- 2004
  - Alcuni Xindi arrivano sulla Terra per rapire e studiare gli umani, con lo scopo di creare un'arma. Jonathan Archer e T'Pol vengono inviati in quest'epoca dove riescono a fermare gli Xindi prima che completino l'arma. (Enterprise: Carpenter Street)
- 2012
  - Termina sulla Terra la costruzione del Millennium Gate. La struttura, alta un chilometro, funse da esperimento per le nuove tecnologie che sarebbero state impiegate nella prima colonia su Marte. (Voyager: 11:59)
- 2016
  - Una nave stellare vulcaniana, passando vicino allo spazio Klingon, nei pressi di H'atoria, viene immediatamente attaccata e distrutta dai Klingon. In conseguenza di ciò, i Vulcaniani stabiliranno una politica dello "sparare per primi", ottenendo il rispetto e delle relazioni formali con i Klingon. (Discovery: Il saluto vulcaniano)
- 2018
  - Viene messa a punto la propulsione ad impulso, che rende obsolete le navi con dispositivi di ibernazione di Classe DY-100; le vecchie navi spaziali, riadattate con i nuovi motori, prendono la denominazione di Classe DY-500. (Serie Classica: Spazio profondo; The Next Generation: L'avventura del Mariposa)
  - Nasce Dax su Trill. (Deep Space Nine: Siete cordialmente invitati...)
- 2020
  - Si presume che il Nexus abbia attraversato la galassia in questo periodo. (Generazioni)
- 2022
  - Un'agente temporale romulana di nome Sera impedisce lo scoppio delle guerre eugenetiche del 1992. Senza lo scoppio delle guerre, infatti, la Federazione non sarebbe nata, consentendo all'Impero romulano una facile conquista della Terra. Grazie all'intervento di La'an Noonien-Singh e del capitano James T. Kirk della linea temporale alternativa in cui le guerre non sono mai scoppiate, riesce solo a spostarle avanti di trent'anni.[N 1] (Strange New Worlds: Domani e domani e domani)
- 2024
  - Avvenimenti di parte della seconda stagione di Star Trek: Picard.
  - L'Irlanda viene unificata dopo più di un secolo di violenza. La riunificazione è considerata come il massimo esempio di come il terrorismo possa essere usato come strumento politico. (The Next Generation: I terroristi di Rutia)
  - Rivolte studentesche in tutta Europa spingono molti ad evitare la Francia come meta turistica. I neo-trotskyisti hanno recentemente sostituito i gaullisti al potere, ma ciò sembra non aver avuto effetti rilevanti contro le proteste. Un contemporaneo negli Stati Uniti ha affermato che l'Europa sta cadendo a pezzi. (Deep Space Nine: Tempi passati (prima parte))
  - 30 agosto – 3 settembre. Un incidente al teletrasporto invia Benjamin Sisko, Julian Bashir e Jadzia Dax a San Francisco in questo anno. Sisko e Bashir finiscono in una zona adibita ai senzatetto, dove Gabriel Bell viene accidentalmente ucciso a causa della loro presenza. Sisko salva la linea temporale prendendo il posto di Bell nella successiva Rivolta di Bell, con il risultato che la sua immagine finisce nelle memorie della Flotta Stellare come foto di Bell. (Deep Space Nine: Tempi passati (prima e seconda parte), Gli omini verdi)
  - Prende il via la missione terrestre "Europa" diretta verso l'omonimo satellite di Giove e guidata da Renée Picard; i batteri ritrovati sul satellite verranno studiati da un team di scienziati guidati dal figlio di Teresa Ramirez che li useranno per ripulire l'aria e l'acqua della Terra (Picard: Addio)
- 2026
  - Sulla Terra, inizia la Terza Guerra Mondiale a causa dell'ingegneria genetica e del potenziamento del genoma umano. (Enterprise: In uno specchio oscuro (seconda parte))
- 2030
  - Nasce Zefram Cochrane, secondo la biblioteca informatica della Enterprise NX-01 (Enterprise: In uno specchio oscuro (seconda parte)). Tuttavia, secondo altre fonti, Cochrane potrebbe essere nato più tardi, nello stesso decennio (Enterprise: Prima missione).
- 2032
  - Prende il via una missione terrestre con equipaggio diretta su Marte, la Ares IV, al comando del tenente Kelly. Tuttavia, il modulo orbitale svanì assieme al tenente. La Ares IV viene comunque ricordata come un passo fondamentale nell'esplorazione umana verso altri pianeti. (Voyager: Un piccolo passo)
- 2033
  - Il pianeta natale dei Xindi viene distrutto. (Enterprise: Gli Xindi)
  - 4 luglio - Viene posta la 52ª stella nella bandiera degli Stati Uniti. (The Next Generation: Hotel Royale)
- 2036
  - Dopo aver sostituito le Nazioni Unite in questo anno, le Nuove Nazioni Unite sanciscono che i cittadini non possono essere ritenuti responsabili per i crimini commessi dalla loro etnia o dai loro predecessori. (The Next Generation: Incontro a Farpoint (parte prima))
- 2037
  - 23 luglio – La nave spaziale terrestre Charybdis, comandata dal colonnello Stephen G. Richey, viene lanciata in orbita come terzo viaggio di esplorazione oltre il sistema solare. (The Next Generation: Hotel Royale)
  - L'Enterprise NX-01 di una linea temporale alternativa emerge da un corridoio subspaziale dall'anno 2154. L'astronave attese nella Distesa Delfica nel tentativo di intercettare la prima arma Xindi e divenne una nave generazionale, commerciando per ottenere rifornimenti e arruolando un equipaggio alieno. Quando questa Enterprise incontrerà l'Enterprise dell'attuale linea temporale, T'Pol sarà l'unico membro dell'equipaggio originario ancora in vita. (Enterprise: Un tuffo nel futuro)
- 2040
  - Sulla Terra, da quest'anno in poi non si cita più la televisione come strumento di intrattenimento. (The Next Generation: La zona neutrale)
- 2044
  - La nave spaziale terrestre Charybdis raggiunge il sistema Theta 116. Dopo l'accidentale distruzione della nave spaziale in orbita attorno a Theta VIII, una specie aliena sconosciuta crea un ambiente artificiale basato sul libro Hotel Royale, appartenente al pilota della Charybdis, il colonnello Richey. (The Next Generation: Hotel Royale)
- 2047
  - Durante il Terremoto di Hermosa, che colpisce la costa occidentale degli Stati Uniti, parte della città di Los Angeles sprofonda nell'oceano sotto duecento metri d'acqua. (Voyager: Futuro anteriore (prima parte))
- 2052
  - Gli Andoriani giungono sul pianeta che chiameranno Weytahn e cominciano a terraformarlo. (Enterprise: La tregua)
  - Sulla Terra, il primo avanzamento scientifico conclusivo sulla distorsione spazio-temporale toroidale viene conseguito a Cambridge, Massachusetts. (Rotta verso la Terra)
- 2053
  - Sulla Terra, la Terza Guerra Mondiale giunge al termine. Seicento milioni di persone sono morte, numerose grandi città sono distrutte, o gravemente danneggiate, e la maggior parte dei governi sono caduti. Una delle parti in guerra era la Coalizione Orientale, o ECON. (Primo contatto; Enterprise: Lotta per la Terra)
- 2058
  - L'ambasciatrice vulcaniana V'Lar inizia la sua carriera diplomatica. (Enterprise: La caduta di un eroe)
- 2057
  - Le finestre di vetro della chiesa bianca di New Eden su Terralysium sono state realizzate intorno a quest'anno. (Discovery: New Eden)
- 2059
  - Si stima che il Nexus abbia attraversato la galassia in questo anno. (Generazioni)
- 2063
  - 4 aprile - Una sfera Borg arriva dal 2373 nel tentativo di impedire il primo contatto tra Umani e Vulcaniani. La USS Enterprise E arriva pochi minuti dopo e distrugge la sfera prima che compia troppi danni in quest'epoca. In seguito, l'equipaggio dell'Enterprise si assicura che il primo contatto avvenga come deve. (Primo contatto)
  - In una linea temporale alternativa, la Terra viene completamente assimilata dai Borg, portandola a una popolazione di 9 miliardi di droni per la fine del XXIV secolo. (Primo contatto)
  - 5 aprile – Zefram Cochrane lancia in orbita la Phoenix, la prima nave spaziale con equipaggio e con un motore a curvatura, da Bozeman, Montana, con il comandante William Riker e il tenente comandante Geordi La Forge, dell'Enterprise E, come passeggeri. Il breve viaggio a curvatura viene rilevato da una nave esploratrice vulcaniana, la T'Plana-Hath, di passaggio nel settore terrestre, la quale cambia rotta per investigare. Grazie a ciò, avverrà il primo contatto tra Umani e forme di vita extraterrestri. (Primo contatto)
  - Rottami della sfera Borg, distrutta dall'Enterprise E, cadono sulla Terra vicino al Polo Nord, dove rimarranno celati fino al 2153. (Enterprise: Rigenerazione)
  - Universo dello specchio: 5 aprile – Zefram Cochrane lancia in orbita la Phoenix, la prima nave spaziale con equipaggio e con un motore a curvatura, da un luogo remoto degli Stati Uniti. Il suo breve viaggio viene rilevato da una nave esploratrice vulcaniana, la T'Plana-Hath, di passaggio nel settore terrestre, la quale cambia rotta per investigare. Grazie a ciò, avverrà il primo contatto tra Umani e forme di vita extraterrestri; Cochrane uccise il primo Vulcaniano che mise piede sulla Terra e a questa azione seguì una prima espansione dell'Impero Terrestre, che permise agli Umani di accrescere drasticamente le loro capacità tecnologiche e di cominciare una campagna militare di conquista. (Enterprise: In uno specchio oscuro (prima parte))
- Circa 2064
  - Viene lanciata la prima nave umana con motore a curvatura con lo scopo di esplorare la galassia. (The Next Generation: Dove nessuno è mai giunto prima)
- 2065
  - Viene messa in orbita la Valiant. Essa andrà perduta nel tentativo di attraversare la Grande Barriera che circonda la Via Lattea. (Serie Classica: Oltre la galassia)
- 2066
  - Un piccolo gruppo di Ba'ku lascia il loro sistema solare, che era sull'orlo dell'autodistruzione, per trovare un nuovo mondo che sarebbe stato isolato da tutti i conflitti; viene infine trovato in un pianeta posizionato nel Briar Patch, con proprietà metafisiche uniche. (Star Trek - L'insurrezione)
- 2067
  - Inizia il Grande Risveglio sul pianeta Argelius II, dove la popolazione trasforma la sua società da violenta a pacifica. (Serie Classica: Fantasmi del passato)
  - Viene lanciata dalla Terra la Friendship One, una sonda per lo spazio profondo. (Voyager: Friendship Uno)
- 2069
  - La SS Conestoga lascia la Terra per fondare una colonia terrestre su Terra Nova. (Enterprise: Terra Nova)
  - Circa 2069 - L'imperatore dei Klingon muore senza successore al trono. Di conseguenza, l'Alto Consiglio prende l'effettivo controllo politico dell'Impero. (The Next Generation: Il ritorno di Kahless)
- 2072
  - Il Q conosciuto come Quinn viene imprigionato in una cometa dal Continuum Q dopo aver espresso il desiderio di mettere fine alla sua esistenza. (Voyager: Diritto di morte)
  - Un gruppo di Ocampa viene prelevato dal loro mondo da Suspiria per vivere in una stazione spaziale. (Voyager: Dall'altra parte dell'universo, Il potere della mente)
- 2074
  - In una linea temporale alternativa, Molly O'Brien viene inviata in quest'epoca su Golana da trecento anni nel futuro. Una versione di Molly passa dieci anni in questo periodo prima di essere recuperata e tornare nella sua epoca. Questa linea temporale viene cancellata quando la diciottenne Molly rimanda indietro la sua versione più giovane. (Deep Space Nine: Orfana del tempo)
- 2075
  - Vanik si unisce al Programma Spaziale vulcaniano. (Enterprise: Rompere il ghiaccio)
- 2076
  - Su Tarakis, un pianeta nel Quadrante Delta, ottantadue Nakan sono massacrati da una forza militare guidata dal comandante Saavdra. (Voyager: In memoria)
  - Nasce Bernadette Fuller sulla Conestoga diretta su Terra Nova. (Enterprise: Terra Nova)
  - I Moneani nomadi scoprono un mondo ricoperto d'acqua. Per gli anni settanta del XXIV secolo, hanno costruito una casa permanente, con una popolazione di ottanta mila abitanti e numerose raffinerie d'ossigeno. (Voyager: Trenta giorni)
- 23 giugno 2078
  - La SS Conestoga raggiunge Terra Nova e fonda la colonia sul pianeta. (Enterprise: Terra Nova)
- 2079
  - In questo anno, l'orrore post-atomico è ancora in corso sulla Terra, dove l'idea di una Terra Unita è comparsa e le Nuove Nazioni Unite hanno cessato di esistere. (The Next Generation: Incontro a Farpoint; Enterprise: In uno specchio oscuro (seconda parte))
  - In questo anno, il numero di stelle nella bandiera degli Stati Uniti d'America cambia nuovamente dalle 52 del 2033. (The Next Generation: Hotel Royale)
- 2082
  - Il colonnello Stephen Richey muore sul pianeta Theta VIII. I suoi resti vengono scoperti da William Riker, Data e Worf nel 2365. (The Next Generation: Hotel Royale)
- 2083
  - L'Agenzia Spaziale terrestre pianifica di inviare una seconda ondata di duecento coloni su Terra Nova. I coloni però si oppongono fino a minacciare l'uso della forza contro gli eventuali nuovi arrivi. Dopo una serie di comunicazioni ostili, cessano i contatti con la colonia. Poco dopo, Terra Nova viene colpita da un asteroide, diffondendo detriti tossici sulla regione d'impatto. Il destino della colonia rimarrà un mistero per i terrestri per decenni. (Enterprise: Terra Nova)
- 2086
  - Su Acamar III, inizia una faida di sangue tra i clan Lornak e Tralesta, che durerà per circa duecento anni portando quasi all'estinzione del clan Tralesta. (The Next Generation: Fattore vendetta)
- 2088
  - Nasce T'Pol su Vulcano. (Enterprise: Ora zero)
- 2090
  - La colonia mineraria Orpheus viene fondata sulla Luna. (Enterprise: Lotta per la Terra)
- 2093
  - A quest'anno, il popolo di Tret aveva già perso decine di milioni di individui a causa del virus Loque'eque. (Enterprise: Estinzione)
- 2097
  - Secondo i termini del Trattato del 2097, il planetoide di classe D andoriano Weytahn viene ufficialmente passato ai Vulcaniani, che lo rinominano Paan Mokar. (Enterprise: La tregua)
- 2098
  - Si stima che il Nexus abbia attraversato la galassia in questo anno. (Generazioni)

## Esplorazione spaziale

### XXII secolo
- 2102
  - Viene commissionata la ECS Horizon, una nave cargo terrestre di Classe J. (Enterprise: La Horizon)
  - La nave terrestre da esplorazione SS Hokule'a viene inviata nello spazio profondo. (The Next Generation: L'avventura del Mariposa)
  - Kolos inizia a servire come avvocato nell'Impero Klingon (Enterprise: Il processo)
- 2103
  - Viene fondata la prima colonia su Marte, precursore delle Colonie Marziane. (Voyager: Bellezza virtuale, Una nuova Terra; Generazioni)
- 2104
  - Più o meno in questo periodo, gli Andoriani prendono contatto con gli Aenar. Precedentemente essi erano creduti solo creature di miti e storie antiche. (Enterprise: Gli Aenar)
- 2105
  - Otto donne vengono uccise per accoltellamento nelle colonie marziane; l'autore degli omicidi è un'entità aliena conosciuta nel XIX secolo come Jack lo Squartatore. (Serie Classica: Fantasmi del passato)
  - La nave coloniale terrestre VK Yuri Gagarin viene lanciata in orbita. (The Next Generation: L'avventura del Mariposa)
- 2111
  - Gralik Durr diventa tecnico primario dello stabilimento di raffinazione della kemocite su una colonia arborea degli Xindi. (Enterprise: La kemocite)
- 2112
  - Nasce Jonathan Archer, nella zona settentrionale dello Stato di New York. (Enterprise: Prima missione)
  - Nasce Lela su Trill. (Deep Space Nine: Equilibrio perduto)
- I Vulcaniani accusano gli Andoriani di effettuare incursioni su Weytahn e quindi di violare il Trattato del 2097. (Enterprise: La tregua)
- 2113
  - In quest'epoca, sulla Terra, guerra, povertà e malattie sono state eliminate. (Primo contatto)
- 2115
  - Il dottor Phlox diventa un medico. (Enterprise: Danni alla nave)
- 2117
  - Nasce Malcolm Reed. (Enterprise: Nemico silenzioso)
- 2119
  - Il Complesso per la Curvatura Cinque viene ufficialmente aperto da Zefram Cochrane, come parte del programma Curvatura Cinque. Durante la cerimonia di apertura Cochrane afferma: "Questo motore ci condurrà arditamente là, dove nessun uomo è mai giunto prima". (Enterprise: Prima missione)
  - La nave stellare terrestre SS Tomobiki viene messa in orbita. (The Next Generation: L'avventura del Mariposa)
- 2120
  - Le navi da esplorazione terrestri HMS Lord Nelson e SS Seattle vengono messe in orbita. (The Next Generation: L'avventura del Mariposa)
  - Per il suo ottavo compleanno, Jonathan Archer riceve una copia de Il Cosmo dalla A alla Z da suo padre, Henry Archer. Jonathan passerà ore a fantasticare sulla copertina raffigurante la Nebulosa Aracnide. (Enterprise: La fusione)
- 2121
  - Nasce Charles "Trip" Tucker III a Panama City, Florida. (Enterprise: Inatteso, La fusione, Il primo volo)
  - Assieme al padre, Jonathan Archer all'età di nove anni costruisce un modellino raffigurante una nave stellare. (Enterprise: Prima missione)
- 2122
  - Nasce T'Pau su Vulcano. (Enterprise: La fornace)
  - Il Ministero della Sicurezza vulcaniano invia 109 agenti chirurgicamente modificati ad Agaron per infiltrarsi nelle varie organizzazioni criminali e poterle sopprimere. Menos, Jossen e altri diciassette non faranno però ritorno. (Enterprise: Il settimo)
- 2123
  - Nasce Liana, figlia di Ezral e Maya. (Enterprise: Oasi)
  - L'Egemonia Europea introduce un nuovo segnale di soccorso per le navi stellari operanti per la Terra e i suoi alleati. (The Next Generation: L'avventura del Mariposa)
  - 27 novembre - La nave coloniale terrestre SS Mariposa salpa da Cosmodromo Baikonur per colonizzare il settore Ficus. (The Next Generation: L'avventura del Mariposa)
- 2124
  - Henry Archer, padre di Jonathan Archer, muore a causa della Malattia di Clark. (Enterprise: I potenziati, Dedalo, In uno specchio oscuro (seconda parte))
- 2126
  - Nasce Travis Mayweather, a bordo della ECS Horizon, in viaggio tra il pianeta Draylax e la colonia di Vega. (Enterprise: Prima missione, I figli dello spazio, Sosta forzata, Le schiave di Orione)
- 2128
  - La madre di Trip Tucker gli compra una copia di Emory Erickson: Il padre del teletrasporto per il suo settimo compleanno. Nei mesi successivi, Trip la costringerà a leggergliene un po' prima di addormentarsi la sera. (Enterprise: Dedalo)
- 2129
  - Nasce Hoshi Sato a Kyoto, in Giappone. (Enterprise: In uno specchio oscuro (seconda parte))
  - Una nave di rifornimento kantariana si schianta su un pianeta disabitato a metà strada tra Kantare e Kotara Barath. Gli unici sopravvissuti sono Ezral e sua figlia Liana, che rimarranno sul pianeta per i successivi ventidue anni. (Enterprise: Oasi)
- 2132
  - Viene fondata la colonia mineraria Paraagan su Paraagan II da un gruppo di trenta minatori. (Enterprise: Onda d'urto (prima parte))
  - Kolos inizia a lavorare come avvocato su Narendra III. (Enterprise: Il processo)
- 2133
  - Un vascello Klingon emerge dalla Distesa Delfica; il suo equipaggio ha subito un'inversione anatomica, rimanendo comunque in vita. L'Alto Consiglio Klingon proibisce d'ora in poi di attraversare quella regione di spazio. (Enterprise: Attacco alla Terra)
- 2134
  - Il dottor Arik Soong ruba diversi embrioni potenziati dalla Stazione 12. (Enterprise: Terra di confine)
- 2135
  - Lavorando per il Ministero della Sicurezza vulcaniano, T'Pol scova gli agenti fuggitivi vulcaniani Menos e Jossen su Risa e li insegue nella giungla del pianeta. Uccide Jossen, per autodifesa, mentre Menos riesce a fuggire. (Enterprise: Il settimo)
  - La nave terrestre HMS New Zealand viene messa in orbita. (The Next Generation: L'avventura del Mariposa)
- 2136
  - Il capitano vulcaniano Vanik assume il comando della Ti'Mur. (Enterprise: Rompere il ghiaccio)
  - All'età di 24 anni, mentre frequenta la scuola di volo a San Francisco, Jonathan Archer incontra Margaret Mullin, con cui comincia una relazione romantica. La sera prima di diplomarsi, le chiede di sposarlo, ma lei rifiuta affermando di non voler diventare una "vedova della Flotta Stellare". (Enterprise: Il crepuscolo del tempo)
  - Naara e Degra si sposano. (Enterprise: Lo stratagemma)
- 2137
  - Syrran scopre l'arca katric su Vulcano contenente il katra (spirito) di Surak, che fa entrare poi nella sua mente. (Enterprise: La fornace)
  - La nave terrestre SS Buckaroo Banzai viene lanciata in orbita. (The Next Generation: L'avventura del Mariposa)
  - Si stima che il Nexus abbia attraversato la galassia in questo periodo. (Generazioni)
- 2138
  - Yolen inizia i suoi studi di geologia. (Enterprise: Il recupero)
- 2139
  - Emory Erickson tenta di migliorare la sua precedente invenzione costruendo un dispositivo di teletrasporto sub-quantico. Tuttavia, l'invenzione si dimostra un fallimento e lo scienziato perde suo figlio nel sub-spazio. (Enterprise: Dedalo)
  - Charles Tucker entra nella Flotta Stellare. (Enterprise: Inatteso)
- 2141
  - La ECS Horizon incontra un gruppo di Deltani. Il quindicenne Travis Mayweather li trova molto attraenti e molto aperti. (Enterprise: La chiave di Orione)
- 2142
  - Il comandante Shran assume il comando della Nave da guerra imperiale Kumari. (Enterprise: Babel)
- 2143
  - Sulla Terra, il Programma NX rompe la barriera di curvatura 2 con la NX Alpha, pilotata da A. G. Robinson, raggiungendo curvatura 2.2. Poco tempo dopo, lo stesso Robinson, assieme a Jonathan Archer raggiunge curvatura 2.5 con la NX Beta in un volo non autorizzato. (Enterprise: Il primo volo)
  - Jonathan Archer incontra per la prima volta Charles Tucker III. (Enterprise: Il primo volo, Federazione prossima frontiera)
  - Un gruppo di V'tosh ka'tur, Vulcaniani che non vogliono più sopprimere le loro emozioni, lasciano Vulcano a bordo della Vahklas, al comando del capitano Tavin. (Enterprise: La fusione)
  - Il dottor Phlox e suo figlio Mettus smettono di parlarsi a causa di un disaccordo sui pregiudizi dei Denobulani verso gli Antarani. (Enterprise: Il recupero)
  - In questo periodo, Arik Soong cresce il suo gruppo di figli potenziati su Trialas IV. (Enterprise: Stazione 12)
- 2144
  - La Cabala sulibana comincia una guerra contro i Tandarani. Tutti i Sulibani vengono poi radunati e imprigionati in campi di detenzione, anche quelli non appartenenti alla Cabala. (Enterprise: Prigionieri)
  - Arik Soong viene trovato e catturato, lasciando i Potenziati che ha cresciuto a loro stessi nel sistema Trialas. (Enterprise: Terra di confine)
- 2145
  - Duvall diventa il primo Umano a raggiungere curvatura 3 con l'NX-Delta. (Enterprise: Il primo volo)
  - I Borg scoprono l'esistenza della molecola Omega. (Voyager: Direttiva Omega)
- 2146
  - La nave terrestre SS Urusei Yatsura viene lanciata in orbita. (The Next Generation: L'avventura del Mariposa)
- 2147
  - La Flotta Stellare inizia le ricerche sui campi di forza. (Enterprise: Vox Sola)
  - Il raggio Verteron marziano viene usato per deviare la cometa di Burke. (Enterprise: Lotta per la Terra)
  - Su Titano si tiene la missione di addestramento Omega, a cui partecipano Jonathan Archer e Charles Tucker III. Durante la missione, Archer salva la vita a Tucker, in pericolo a causa di un malfunzionamento della sua tuta ambientale. (Enterprise: Strani, nuovi mondi, Inatteso)
- 2148
  - In questo anno, il dottor Phlox vede per l'ultima volta la sua seconda moglie, Feezal, finché entrambi non parteciperanno a una conferenza medica su Dekendi III, nel 2152. (Enterprise: La sindrome)
- 2149
  - Su Valakis, dodici milioni di Valakian muoiono a causa di una malattia genetica. (Enterprise: Caro dottore)
  - T'Pol inizia a lavorare al complesso vulcaniano a Sausalito, sulla Terra. (Enterprise: La fusione)
  - Il dottor Phlox partecipa alla conferenza dello Scambio Medico Interspecie su Tiburon. Il dottore klingon Antaak è tra i partecipanti, come membro della delegazione mazarita. (Enterprise: Virus letale)
  - Harris termina il suo servizio nella Sicurezza della Flotta Stellare. (Enterprise: Divergenze)
  - Primo tentativo di Emory Erickson di rimaterializzare suo figlio Quinn a bordo della sua nave da ricerca. (Enterprise: Dedalo)
- 2150
  - La chiglia della USS Enterprise NX-01, il primo vascello stellare terrestre a poter raggiungere curvatura 5, viene realizzata. In ottobre, Jonathan Archer viene scelto come suo capitano dall'ammiraglio Maxwell Forrest. (Enterprise: Il primo volo, Le ombre di P'Jem)
  - Il padre di Travis Mayweather invia una lettera ad Archer consigliando caldamente suo figlio per il ruolo di timoniere sull'Enterprise. (Enterprise: La Horizon)
  - Le nazioni della Terra confluiscono tutte nel Governo Mondiale. Si termina così un processo iniziato ad inizio secolo dall'Egemonia Europea. (The Next Generation: Uniti, L'avventura del Mariposa)
  - Alla ricerca di aiuto medico da parte di specie più evolute, i Valakian inviano nello spazio profondo quattro navi a velocità sub-luce. (Enterprise: Caro dottore)
- 2151
  - Aprile
    - L'Umanità prende ufficiosamente contatto con i Klingon quando Klaang si schianta con la sua nave vicino a Broken Bow, Oklahoma. (Enterprise: Prima missione)
    - Varo della USS Enterprise NX-01 che apre una nuova era di esplorazione. (Enterprise: Prima missione)

  - Avvenimenti di parte della prima stagione di Star Trek: Enterprise.
- 2152
  - Avvenimenti di parte della prima stagione e seconda stagione di Star Trek: Enterprise.
  - T'Pau inizia a cercare il Kir'Shara. (Enterprise: Risvegli)
- 2153
  - Inizia la costruzione della Columbia, Classe NX-02. (Enterprise: Attacco alla Terra)
  - Avvenimenti di parte della seconda stagione e terza stagione di Star Trek: Enterprise.
  - Agenti Romulani rapiscono l'Aenar Gareb, da Andoria Primo, nel tentativo di usarlo per pilotare il loro drone. (Enterprise: Gli Aenar)
  - Udar lascia il campo dei Potenziati su Trialas IV. (Enterprise: Stazione 12)
  - La Terra viene attaccata da una sonda dei Xindi proveniente dalla Distesa Delfica. L'attacco causa sette milioni di vittime, devastando la regione tra la Florida e il Venezuela. (Enterprise: Attacco alla Terra)
- 2154
  - Avvenimenti di parte della terza stagione e quarta stagione di Star Trek: Enterprise.
- 2155
  - Avvenimenti di parte della quarta stagione di Star Trek: Enterprise.
  - Sulla Terra, diviene effettiva parte del Protocollo di Ginevra del 2155. (Discovery: Il contesto è per i re)
- 2156
  - Scoppia la guerra tra la Terra Unita e l'Impero Stellare Romulano. (Enterprise: In uno specchio oscuro (seconda parte))
  - L'entità nota come Redjac, che incarnò Jack lo Squartatore, uccide dieci donne ad Heliopolis su Alpha Eridani II. (Serie Classica: Fantasmi del passato)
  - Nasce Talla, figlia di Shran, un Andoriano, e Jhamel, un Aenar. Shran lascia la Guardia Imperiale andoriana in questo periodo. (Enterprise: Federazione prossima frontiera)
  - In una linea temporale alternativa in cui gli Xindi hanno distrutto la Terra, la Enterprise e la sua flotta di fuggitivi raggiungono Ceti Alpha V. (Enterprise: Il crepuscolo del tempo)
- 2157
  - La nave illyriana disabilitata dall'Enterprise nel 2154 dovrebbe aver raggiunto in questo periodo il sistema stellare illyriano. (Enterprise: Danni alla nave)
- 2158
  - Shran finge la sua morte per proteggere la sua famiglia da dei criminali, i quali vogliono rubargli un'ametista tenebiana. (Enterprise: Federazione prossima frontiera)
- 2160
  - L'umiliante sconfitta dei Romulani nella battaglia di Cheron mette fine alla guerra con gli Umani. In aiuto a questi vi erano anche Vulcaniani, Andoriani e Tellariti. (Enterprise: In uno specchio oscuro (seconda parte))
- 2161
  - Viene ufficialmente formata la Federazione dei Pianeti Uniti, i cui trattati vengono siglati e ratificati a San Francisco da rappresentanti di Terra, Vulcano, Andoria Primo e Tellar Primo. (The Next Generation: Il diritto di essere; Enterprise: Ora zero, Federazione prossima frontiera; Voyager: La colonia)
  - Viene fondata l'Accademia della Flotta Stellare. (The Next Generation: Il primo dovere; Deep Space Nine: Paradiso perduto)
  - Le forze speciali terrestri, i MACO, vengono sciolte; il personale MACO viene assorbito dalla Flotta Stellare e vengono assegnati loro dei gradi corrispondenti. Uno di essi, il maggiore Balthazar Edison, riceve il grado di capitano e viene messo al comando della USS Franklin. (Star Trek Beyond)
  - Muore Charles Tucker III e l'Enterprise NX-01 viene ritirata dal servizio. (Enterprise: Federazione prossima frontiera)
- 2164
  - Jonathan Archer viene nominato membro onorario della Guardia Imperiale andoriana dal generale Thy'lek Shran. (Enterprise: In uno specchio oscuro (seconda parte))
  - Su Ligon II, la sovrassidenza viene sfidata dalla Prima, la donna regnante sul pianeta. (The Next Generation: Codice d'onore)
  - La USS Franklin, al comando di Balthazar Edison, viene considerata dispersa in azione. (Star Trek Beyond)
  - In questo periodo, un esploratore della Federazione contatta le civiltà di Ornara e Brekka nel sistema Delos. L'esploratore riporta che Ornara ha quasi raggiunto l'epoca dell'esplorazione spaziale ma, poco dopo, sul pianeta scoppia un'epidemia che causa molte vittime finché non viene scoperta su Brekka una cura, Felicium. (The Next Generation: Simbiosi)
- 2165
  - La nube generata dall'esplosione della supernova Phi Puma raggiunge il diametro di nove anni luce, arrivando fino al pianeta di Bayard. (The Next Generation: Contaminazione, L'ultimo avamposto, Datalore)
  - Nasce Sarek di Vulcano. (Serie Classica: Viaggio a Babel; The Next Generation: Sarek)
  - Un specie umanoide sconosciuta colonizza i pianeti del sistema di Omega Sagitta. (The Next Generation: Okona l'immorale)
  - Guinan incontra Q per la prima volta. (The Next Generation: Chi è Q?)
  - La nave coloniale SS Mariposa atterra su un pianeta in un sistema a mezzo anno luce da Bringloid. (The Next Generation: L'avventura del Mariposa)
  - In una linea temporale alternativa, Jonathan Archer, sofferente di amnesia anterograda, si ritrova su Ceti Alpha V, l'ultimo rifugio dei sopravvissuti Umani alla distruzione della Terra da parte degli Xindi. Ritorna a bordo dell'Enterprise NX-01 e si sottopone a una procedura per invertire gli effetti della sua malattia. Ciò però lo riporterà indietro di dodici anni, prima dell'attacco Xindi. (Enterprise: Il crepuscolo del tempo)
- 2167
  - La nave della Federazione USS Essex viene distrutta da una tempesta elettromagnetica causata da esseri incorporei in orbita attorno a una luna di Classe M di Mab-Bu VI. (The Next Generation: Gioco di potere)
  - La nave della Federazione Archon visita il pianeta Beta III. La nave viene distrutta e il suo equipaggio "assorbito" nella società del pianeta dal potente computer Landru. (Serie Classica: Il ritorno degli Arconti; Enterprise: In uno specchio oscuro (seconda parte))
- 2168
  - La nave stellare Horizon visita Sigma Iotia II, un pianeta con una società pre-curvatura. Uno dei membri dell'equipaggio accidentalmente lascia sul pianeta un libro, Chicago Mobs of the Twenties. Poco dopo, l'astronave viene persa, ma riesce a inviare una richiesta d'aiuto che non viene ricevuta dalla Flotta Stellare prima di un centinaio di anni. (Serie Classica: Chicago anni 20)
  - Nasce Briam di Krios Primo. (The Next Generation: La donna perfetta)
  - Il rinoceronte bianco si estingue sulla Terra. (The Next Generation: L'onda soliton)
  - Viene fondata la colonia Genome su Moab IV. (The Next Generation: Una società perfetta)
- 2169
  - Jonathan Archer viene nominato ambasciatore della Federazione su Andoria. (Enterprise: In uno specchio oscuro (seconda parte))
- 2170
  - Un gruppo di nativi nordamericani lascia la Terra per poter preservare la loro identità culturale e per trovare una nuova casa. (The Next Generation: La fine del viaggio)
  - Esplode una stella di neutroni in un sistema binario posizionato vicino al settore Kavis Alpha. (The Next Generation: Evoluzione)
  - Dax diventa insegnante per un iniziato Trill. (Deep Space Nine: Il candidato)
- 2173
  - Il regno di Tieran coma autarca di Ilari termina con il suo esilio forzato. (Voyager: Il signore della guerra)
- 2174
  - Iniziano i lavori per la nave-arma dei Krenim. Tuttavia, i lavori non saranno mai terminati. (Voyager: Un anno d'inferno)
- 2175
  - Jonathan Archer diventa membro del Consiglio della Federazione. (Enterprise: In uno specchio oscuro (seconda parte))
- 2176
  - Si stima che il Nexus abbia attraversato la galassia in questo anno. (Generazioni)
- 2183
  - Jonathan Archer termina i suoi otto anni di mandato come rappresentante della Terra Unita nel Consiglio della Federazione. (Enterprise: In uno specchio oscuro (seconda parte))
- 2184
  - Jonathan Archer viene eletto Presidente della Federazione. (Enterprise: In uno specchio oscuro (seconda parte))
- 2187
  - La nave esploratrice terrestre SS Hatteras viene messa in orbita. (The Next Generation: L'avventura del Mariposa)
- 2190
  - Un segnale di soccorso, usato un tempo dalle navi dell'Egemonia Europea, cessa di essere usato. (The Next Generation: L'avventura del Mariposa)
- 2192
  - Jonathan Archer termina il suo incarico come Presidente della Federazione dei Pianeti Uniti. (Enterprise: In uno specchio oscuro (seconda parte))
- 2196
  - La Flotta Stellare ritira l'ultima nave da guerra classe Dedalo. (The Next Generation: Gioco di potere)

### XXIII secolo
- 2202
  - Sulla Terra, nasce Philippa Georgiou. (Discovery: Al coltello del macellaio non interessa il lamento dell'agnello)
- 2204
  - Nasce George Kirk, figlio di Tiberius Kirk e padre di James T. Kirk. (Star Trek (2009), Star Trek Beyond)
- 2209
  - La psicosi da teletrasporto viene diagnosticata per la prima volta su Delinia II. (The Next Generation: Paure nascoste)
- 2210
  - Lo "zio" di Harry Kim, Jack, pilota una nave-stasi in un viaggio d'esplorazione fino a Beta Capricus. Il resto dell'equipaggio resta in stasi per i sei mesi di durata del viaggio. Una volta giunto sul posto, Jack scopre che la stella in realtà non esiste ed è solo un'eco elettromagnetico di una galassia lontana. Jack decide di fare ritorno sulla Terra prima di risvegliare l'equipaggio. (Voyager: 11:59)
- 2215
  - I sistemi stellari nel settore Selcundi Drema vengono mappati per la prima volta da una sonda senza equipaggio della Federazione. (The Next Generation: Amici per la pelle)
  - Si stima che il Nexus abbia attraversato la galassia in questo anno. (Generazioni)
- 2217
  - La USS Valiant prende contatto per la prima volta con Eminiar VII. I contatti con la Valiant vengono persi quando questa diventa una vittima della guerra tra Eminiar VII e Vendikar. (Serie Classica: Una guerra incredibile; Enterprise: In uno specchio oscuro (parte seconda))
- 2218
  - Secondo quanto detto da John Gill, la colonia Zeon su Ekos venne fondata in questo periodo. (Serie Classica: Gli schemi della forza)
- 2219
  - Nasce Richard Daystrom. (Serie Classica: Il computer che uccide)
- 2220
  - Philippa Georgiou entra nell'Accademia della Flotta Stellare. (Discovery: Al coltello del macellaio non interessa il lamento dell'agnello)
- 2222
  - Nasce Montgomery Scott. (The Next Generation: Il naufrago del tempo)
  - L'Unità Automatizzata 3947 praloriana viene attivata. (Voyager: Prototipo)
- 2223
  - Le relazioni tra la Federazione dei Pianeti Uniti e l'Impero Klingon degenerano, dando vita a una sorta di guerra fredda che durerà settanta anni. (Enterprise: In uno specchio oscuro (parte seconda))
- 2224
  - Philippa Georgiou si diploma all'Accademia della Flotta Stellare. (Discovery: Al coltello del macellaio non interessa il lamento dell'agnello)
- 2226
  - Lela Dax muore all'età di 114 anni e il simbionte Dax si unisce a Tobin. (Deep Space Nine: Equilibrio perduto, Riuniti)
  - Sulla Terra, nasce Michael Burnham. (Discovery: Il saluto vulcaniano)
- 2227
  - Sulla Terra, nasce Leonard McCoy. (The Next Generation: Incontro a Farpoint)
- 2229
  - Circa in questo anno, Dax tenta di risolvere un test d'intelligenza altoniano per la prima volta. (Deep Space Nine: Uno strano delitto)
- 2230
  - 6 gennaio (Data stellare: 2230.06) - Su Vulcano, nella città di ShiKahr, nasce Spock, figlio del vulcaniano Sarek e dell'umana Amanda Grayson. (Serie Classica: Il duello, Viaggio a Babel; Star Trek V - L'ultima frontiera; Star Trek Beyond)
  - Su Vulcano, nasce T'Pring. (Serie Classica: Il duello)
- 2232
  - Nasce Finnegan che sarà un compagno di Accademia di Kirk. (Serie Classica: Licenza di sbarco)
- 2233
  - 22 marzo - Sulla Terra, nasce, nell'Iowa, James Tiberius Kirk, da George e Winona Kirk. (Serie Classica: Oltre la galassia, Gli anni della morte; Enterprise: In uno specchio oscuro (parte seconda); Star Trek (film 2009))
  - Realtà alternativa: 4 gennaio (Data stellare: 2233.04) - La USS Kelvin, mentre pattuglia una regione di spazio approssimativamente a 75 000 chilometri dal confine con l'Impero Klingon, viene attaccata dalla Narada, un vascello minerario romulano, giunto in quest'epoca dal 2387. L'esito dello scontro è la distruzione della Kelvin e la morte di George Kirk. Winona Kirk dà alla luce James T. Kirk in uno degli shuttle di salvataggio mentre abbandonano la nave. (Star Trek (2009), Star Trek Beyond)
- 2236
  - La spedizione della SS Columbia dell'Istituto del Continente Americano si schianta sul pianeta Talos IV. Theodore Haskins e il suo equipaggio muoiono; l'unica sopravvissuta è Vina. Prima dell'incidente, la nave lancia un'interferenza radio di soccorso che viene intercettata dalla USS Enterprise nel 2254. (Serie Classica: Lo zoo di Talos)
- 2237
  - T'Pring si lega a Spock tramite la fusione delle menti. (Serie Classica: Il duello)
  - Nasce Hikaru Sulu a San Francisco, in California, Stati Uniti d'America.[3]
- 2238
  - Nasce Robert Johnson. (Serie Classica: Gli anni della morte)
- 2239
  - Il signor Brack acquista il pianeta Holberg 917G. (Serie Classica: Requiem per Matusalemme)
- 2240
  - Nasce Elaine Johnson. (Serie Classica: Gli anni della morte)
- 2241
  - Montgomery Scott entra nella Flotta Stellare e comincia la sua carriera di ingegnere. Nei successivi cinquantadue anni, servirà in un totale di undici vascelli, tra cargo, incrociatori e navi stellari. (The Next Generation: Il naufrago del tempo)
  - Realtà alternativa: Pavel Chekov nasce da Andrei Chekov (quattro anni prima della linea temporale originale). (Star Trek (2009))
- 2243
  - Richard Daystrom inventa il computer duotronico grazie al quale viene premiato con il Premio Nobel e il Premio Zee-Magnees. (Serie Classica: Il computer che uccide)
  - Nasce Arlene Galway. (Serie Classica: Gli anni della morte)
- 2244
  - Uno degli Umani visitati dal dottor McCoy nella colonia Omicron è nato in questo anno. (Serie Classica: Al di qua del paradiso)
  - Straal e Paul Stamets cominciano a lavorare assieme. (Discovery: Il contesto è per i re)
- 2245
  - Michael Burnham entra nell'Accademia delle Scienze vulcaniana. (Discovery: Al coltello del macellaio non interessa il lamento dell'agnello)
  - Sulla Terra, in Russia, nasce Pavel Chekov, figlio di Andrei Chekov. (Serie Classica: Dominati da Apollo, Viaggio verso Eden)
  - L'inconclusiva battaglia di Donatu V viene combattuta tra la Federazione e i Klingon vicino al Pianeta di Sherman. (Serie Classica: Animaletti pericolosi)
  - Emony Dax visita la Terra per giudicare una competizione di ginnastica all'Università del Mississippi, dove incontra Leonard McCoy. (Deep Space Nine: Animaletti pericolosi)
- 2246
  - Il dottor Tristan Adams comincia a rivoluzionare le prigioni degli umani e il trattamento dei prigionieri, sviluppando nuovi metodi di trattare le follie criminali. Nel frattempo, la Federazione comincia a convertire parte delle sue "colonie penali" in "centri di trattamento" per criminali. (Serie Classica: Trasmissione di pensiero)
  - Un fungo esotico distrugge la maggior parte delle scorte alimentari di Tarsus IV. (Serie Classica: La magnificenza del Re)
  - James T. Kirk, tredicenne, è uno dei nove testimoni sopravvissuti al massacro di circa 4000 coloni di Tarsus IV per ordine del governatore Kodos. Dopo che le Forze Terrestri trovano un corpo carbonizzato che presumono essere Kodos stesso, il caso di strage viene chiuso. Kodos però è ancora in vita e segretamente assume l'identità dell'attore Anton Karidian. (Serie Classica: La magnificenza del Re)
- 2247
  - Nasce Lenore Karidian. (Serie Classica: La magnificenza del Re)
  - La prima di molte migliaia di vite perse nella guerra tra Eminiar e Vendikar, in un sistema stellare dell'Ammasso Stellare NGC 321, viene registrata dalla Federazione dei Pianeti Uniti. Dopo aver subito vittime per circa due decenni, nel 2267 la Federazione vorrebbe chiedere il permesso al pianeta Eminiar VII di iniziare a trattare la pace. (Serie Classica: Una guerra incredibile)
- 2248
  - La Flotta Stellare perde il contatto con la sonda Friendship 1, lanciata nel 2067. (Voyager: Friendship Uno)
- 2249
  - Nascono Charles Evans e Tina Lawton. (Serie Classica: Il naufrago delle stelle)
  - Michael Burnham si diploma all'Accademia delle Scienze vulcaniana. In seguito, entra a far parte della Flotta stellare, servendo come primo ufficiale per i successivi sette anni a bordo della USS Shenzhou, al comando di Philippa Georgiou. (Discovery: Il saluto vulcaniano, La battaglia delle stelle binarie, Al coltello del macellaio non interessa il lamento dell'agnello)
  - Realtà alternativa: Spock decide di abbandonare l'Accademia delle Scienze vulcaniana per unirsi alla Flotta Stellare. (Star Trek (2009))
- 2250
  - James T. Kirk conosce Gary Mitchell. Anni dopo, diventano amici mentre il cadetto Mitchell segue lo stesso corso di filosofia del tenente Kirk all'Accademia della Flotta Stellare. (Serie Classica: Oltre la galassia)
  - Spock entra nell'Accademia della Flotta Stellare, invece di diventare membro dell'Accademia delle Scienze vulcaniana, contro il parere del padre Sarek. Per i successivi diciotto anni, i due saranno come estranei. (Serie Classica: Viaggio a Babel, Incidente all'Enterprise)
  - Realtà alternativa: sulla Terra, nasce Lucille Harewood. (Into Darkness - Star Trek)
- 2252
  - Charles Evans è il solo sopravvissuto allo schianto della sua nave sul pianeta Thasus. (Serie Classica: Il naufrago delle stelle)
  - James T. Kirk comincia un programma di addestramento per ufficiali della durata di cinque anni all'Accademia della Flotta Stellare. Nel primo anno, inizia una relazione romantica con Ruth ed è tormentato da un cadetto più vecchio di nome Finnegan (Serie Classica: Licenza di sbarco). Kirk diventa inoltre amico del tenente comandante Benjamin Finney, un istruttore dell'Accademia (Serie Classica: Corte marziale).
- 2253
  - Leonard McCoy sviluppa una procedura medica relativa all'innesto di tessuto cerebrale. (Voyager: Bellezza virtuale)
- 2254
  - Spock viene assegnato alla USS Enterprise come ufficiale scientifico. (Serie Classica: L'ammutinamento (parte prima); Short Treks: Q&A)
  - Avvenimenti del primo episodio pilota Lo zoo di Talos di Star Trek.
  - Il guardiamarina James T. Kirk viene assegnato con il tenente comandante Benjamin Finney alla USS Republic. Durante un cambio di turno, Kirk sostituisce Finney e poco dopo nota che il circuito delle pile di materia atomica, che dovrebbe essere chiuso, è in realtà aperto. Dopo averlo chiuso, Kirk notifica l'incidente. Finney viene poi considerato responsabile per l'accaduto. (Serie Classica: Corte marziale)
  - Leonard McCoy inizia una relazione romantica con la futura Nancy Crater. (Serie Classica: Trappola umana)
  - Realtà alternativa: Spock inizia a programmare lo scenario della Kobayashi Maru. (Star Trek (film 2009))
- 2255
  - Il Trattato di Armens viene firmato tra la Corporazione Sheliak e la Federazione dei Pianeti Uniti. Il trattato cede diversi pianeti di Classe H dalla Federazione ai Sheliak ed è composto da mezzo milione di parole, necessitando di ben 372 esperti legali della Federazione per essere redatto. Dopo la firma gli Sheliak interrompono le comunicazioni con la Federazione, fino al 2366, quando inizia una disputa sulla colonia umana di Tau Cygna V. (The Next Generation: Le insegne del comando)
  - Hikaru Sulu comincia gli studi alla accademia della flotta stellare.
  - James T. Kirk viene promosso tenente. (Serie Classica: L'espediente della carbonite)
  - Il tenente Kirk, nella sua prima missione esplorativa, visita il pianeta Neural, dove incontra Tyree. (Serie Classica: Guerra privata)
  - Realtà alternativa: La USS Enterprise è in costruzione nel Cantiere di Riverside, nell'Iowa. Diversi cadetti dell'Accademia della Flotta Stellare, inclusa Nyota Uhura, passano diverso tempo a Riverside. Proprio con alcuni di questi cadetti, James T. Kirk fa a pugni in un bar. Lo scontro viene fermato dal capitano Christopher Pike che convince Kirk ad entrare nella Flotta Stellare. Nel frattempo, Leonard McCoy divorzia e si arruola a sua volta. (Star Trek (film 2009))
- 2256
  - Giugno - La USS Buran subisce un'imboscata dai Klingon. L'unico sopravvissuto è il capitano Gabriel Lorca che rimane ferito agli occhi, ferita che lo obbligherà d'ora in poi a soffrire nei cambiamenti di luce troppo rapidi. (Discovery: Il contesto è per i re, Scegli il tuo dolore)
  - Avvenimenti della prima stagione di Star Trek: Discovery.
  - La USS Discovery viene completata.
  - Leonard McCoy termina la sua relazione con Nancy Crater. (Serie Classica: Trappola umana)
- 2257
  - Il tenente James T. Kirk completa il suo addestramento di cinque anni all'Accademia della Flotta Stellare. Viene quindi assegnato alla postazione phaser a bordo della USS Farragut. (Serie Classica: L'ossessione; Strange New Worlds: La natura della clemenza)
  - Duecento membri dell'equipaggio della Farragut rimangono uccisi su Tycho IV da una creatura a nuvola di dikironio. Il primo ufficiale della Farragut loda il tenente Kirk per le sue azioni su Tycho IV. (Serie Classica: L'ossessione)
  - Il gruppo di attori shakespeariani della Compagnia di Attori Karidian, sponsorizzati dal Progetto Galattico di Scambio Culturale, comincia il suo tour ufficiale. (Serie Classica: La magnificenza del Re)
  - Avvenimenti della seconda stagione di Star Trek: Discovery.
  - Realtà alternativa: Montgomery Scott e Keenser vengono mandati in un avamposto della Federazione su Delta Vega nel sistema vulcaniano sei mesi prima di incontrare James T. Kirk e Spock (Data stellare: 2258.42). Scott ritiene che quell'assegnamento fosse una punizione per aver perso il beagle dell'ammiraglio Archer in un esperimento sul flusso trans-curvatura. (Star Trek (film 2009))
- 2258
  - Realtà alternativa: Avvenimenti di Star Trek (film 2009).
  - Realtà alternativa: L'ammiraglio Alexander Marcus scopre la SS Botany Bay e rianima Khan Noonien Singh, obbligandolo a diventare membro della Flotta Stellare sotto il nome di John Harrison. (Into Darkness - Star Trek)
- 2259
  - Realtà alternativa: Avvenimenti di Into Darkness - Star Trek.
  - Avvenimenti della prima stagione di Star Trek: Strange New Worlds.
  - Inizia la seconda missione quinquennale del capitano Christopher Pike a bordo della USS Enterprise NCC-1701. (Strange New Worlds: Strange New Worlds)
- 2260
  - Realtà alternativa: 11 maggio (Data stellare: 2260.132) - Dopo le riparazioni, la USS Enterprise viene inviata nella prima missione di esplorazione quinquennale della Federazione. (Into Darkness - Star Trek, Star Trek Beyond)
  - Avvenimenti della seconda stagione di Star Trek: Strange New Worlds.
- 2261
  - Il professor Robert Crater, con sua moglie Nancy, arriva sul pianeta M-113. Il professore inizia i suoi scavi archeologici nei resti di un'antica civiltà estinta. (Serie Classica: Trappola umana)
  - James T. Kirk inizia una relazione romantica con Janet Wallace. (Serie Classica: Gli anni della morte)
  - Spock incontra Leila Kalomi sulla Terra. (Serie Classica: Al di qua del paradiso)
  - Il dottor Roger Korby invia la sua ultima trasmissione dal pianeta di Exo III. (Serie Classica: Gli androidi del dottor Korby)
  - Su 892-IV, Flavius Maximus vince il suo primo gioco nell'arena. Per i successivi sette anni, sarà il miglior gladiatore della provincia. (Serie Classica: Nell'arena con i gladiatori)
  - Cyrano Jones inizia a comprare e vendere merci rare. (Serie Classica: Animaletti pericolosi)
  - Avvenimenti della terza stagione di Star Trek: Strange New Worlds.
- 2262
  - La SS Beagle si schianta su 892-IV dopo essere stata colpita da una meteora. L'equipaggio viene catturato dagli abitanti del pianeta. (Serie Classica: Nell'arena con i gladiatori)
  - Areel Shaw e James T. Kirk si incontrano per l'ultima volta prima del processo a Kirk nella Base Stellare 11, nel 2267. (Serie Classica: Corte marziale)
- 2263
  - Centocinquanta tra uomini, donne e bambini, guidati da Elias Sandoval, partono dalla Terra diretti su Omicron Ceti III per formare la futura colonia Omicron. (Serie Classica: Al di qua del paradiso)
  - Ben Childress, Herm Gossett e Benton stabiliscono una colonia mineraria su Rigel XII. (Serie Classica: Il filtro di Venere)
  - Realtà alternativa: Avvenimenti di Star Trek Beyond.
- 2264
  - Sulla colonia lunare di Vulcanis, nasce Tuvok (Data stellare: 38774). (Voyager: Flashback, Unimatrice Zero (parte seconda))
  - Viene fondata la colonia Omicron su Omicron Ceti III. (Serie Classica: Al di qua del paradiso)
  - Spock visita i suoi parenti su Vulcano l'ultima volta per i successivi quattro anni. (Serie Classica: Viaggio a Babel)
- 2265
  - Il capitano Kirk assume il comando della USS Enterprise per una quinquennale missione di esplorazione. A salutarlo, all'imbarco, vi erano suo padre George Kirk, suo fratello Sam e il resto della famiglia. (Serie Classica: Gli androidi del dottor Korby, L'ammutinamento (prima parte); Star Trek (2009); Voyager: Q2)
  - Avvenimenti del secondo episodio pilota Oltre la galassia, della prima stagione di Star Trek.
  - Ingraham B viene attaccato dai parassiti neurali denevani. (Serie Classica: Pianeta Deneva)
  - I Borg invadono e distruggono il sistema El-Aurian. I sopravvissuti fuggono e si disperdono in tutta la galassia; alcuni raggiungeranno la Terra ventotto anni dopo. (The Next Generation: Chi è Q?; Generazioni)
  - Viene introdotta una nuova uniforme per il personale della Flotta Stellare, anche se la precedente continua ad essere usata per anni. Le nuove uniformi rimangono in uso fino agli anni '70 del XXIII secolo. (Serie Classica: Trasmissione di pensiero, Una prigione per Kirk e Co.)
  - Il capitano Pike viene promosso a capitano di flotta. (Serie Classica: L'ammutinamento (prima parte))
  - Nyota Uhura inizia la sua carriera nella Flotta Stellare. (Star Trek III: Alla ricerca di Spock)
  - Nasce April Wade. (Deep Space Nine: Scampato pericolo)
  - Nancy Crater viene uccisa dall'ultimo nativo sopravvissuto del pianeta M-113. (Serie Classica: Trappola umana)
- 2266
  - Avvenimenti della prima parte della prima stagione di Star Trek.
  - Un incidente a bordo di una nave stellare Classe J rilascia radiazioni delta che uccidono diversi cadetti e feriscono gravemente Christopher Pike, obbligandolo su una sorta di sedia a rotelle. (Serie Classica: L'ammutinamento (prima parte))
  - Avviene il primo contatto visivo con i Romulani da parte dell'USS Enterprise (NCC-1701). Esso avviene con l'infrazione della zona neutra e la distruzione delle colonie umane lungo il confine di essa da parte loro. Alla fine i Romulani perdettero contro la nave. (Serie Classica: La navicella invisibile)
  - Il dottor Simon Van Gelder è assegnato alla Colonia penale di Tantalus come direttore associato, nello staff di Tristan Adams. (Serie Classica: Trasmissione di pensiero)
  - Una nave trasporto da Ingraham B a Deneva porta con sé il mortale parassita neurale Denevano che causa follia di massa. Della famiglia del fratello di James T. Kirk, George Samuel Kirk, solamente il figlio Peter è sopravvissuto all'invasione. (Serie Classica: Pianeta Deneva)
  - Gli abitanti di Acamar III trovano la pace dopo generazioni di guerre. Un gruppo di violenti però continuano con il loro vecchio stile di vita. (The Next Generation: Fattore vendetta)
  - L'entità Redjac, incarnato in Beratis, uccide diverse donne su Rigel IV. (Serie Classica: Fantasmi del passato)
  - I coloni di Janus VI creano una serie di mappe dettagliate per i ventidue livelli della miniera. Queste mappe in seguito saranno utili nella ricerca dell'Horta nel 2267. (Serie Classica: Il mostro dell'oscurità)
- 2267
  - Avvenimenti della seconda parte della prima stagione di Star Trek.
  - L'Enterprise sbarca su Eminiar VII per instaurare una collaborazione diplomatica nonostante il pianeta gli avesse detto di non avvicinarsi. Probabilmente finisce la guerra tra Eminiar e Vendikar in questo periodo.[episodio?]
  - Le spore aliene di Omicron VII vengono uccise e il pianeta abbandonato.[episodio?]
  - Su Janus VI viene cercata e scoperta dalla USS Enterprise la specie Horta tramite una serie di mappe dettagliate per i ventidue livelli della miniera create nel 2266 dai coloni.[episodio?]
  - Avvenimenti della prima parte della seconda stagione di Star Trek.
  - Spock cerca di sposarsi con T'pring, che però sceglie un altro.[episodio?]
  - Viene trovata la sonda Nomad dall'Enterprise, divenuta più avanzata nell'incidente. Viene distrutta da Kirk.[episodio?]
  - La Federazione, attraverso l'equipaggio dell'Enterprise, ha il primo contatto visivo ufficiale con i Gorn. (Serie Classica: Arena)
  - La dottoressa Janice Lester guida una spedizione di scienziati su Camus II per studiare la civiltà che un tempo abitava sul pianeta. (Serie Classica: L'inversione di rotta)
  - I Klingon consegnano agli abitanti di Neural delle armi da fuoco, nel tentativo di influenzare la politica locale. (Serie Classica: Guerra privata)
  - Nimbus III viene considerato come il "Pianeta della Pace Galattica" dall'Impero Stellare Romulano, dalla Federazione dei Pianeti Uniti e dall'Impero Klingon. (Star Trek V: L'ultima frontiera)
  - Escluso il capitano Ronald Tracey, l'intero equipaggio della USS Exeter viene ucciso da una malattia sconosciuta, che trasforma la vittima in cristalli deidratati composti dai suoi minerali di base, mentre la nave è in orbita attorno al pianeta Omega IV. (Serie Classica: Le parole sacre)
- 2268
  - Avvenimenti della seconda parte della seconda stagione di Star Trek.
  - Avvenimenti della prima parte della terza stagione di Star Trek.
  - Ceti Alpha VI esplode e trasforma la superficie del pianeta di Classe M Ceti Alpha V in una terra desolata. (Star Trek II: L'ira di Khan)
  - Il Trattato per il divieto dei Test polarici viene firmato, dopo la quasi distruzione di una colonia di ricerca romulana, a causa dell'esplosione di un dispositivo di ioni polarici su Chaltok IV. (Voyager: Ancora una volta)
  - Un vascello della Federazione prende contatto per la prima volta con i Tamariani, ma relazioni formali non possono essere stabilite poiché non si è in grado di comprendere il linguaggio tamariano, che è descritto come incomprensibile. (The Next Generation: Darmok)
- 2269
  - Avvenimenti della seconda parte della terza stagione di Star Trek.
  - Tuvok comincia a prendere lezioni di kal-toh da un maestro vulcaniano. (Voyager: Un amore impossibile, Gravità)
  - Nasce la madre di Keiko Ishikawa e, su Bajor, nasce Els Renora. (Deep Space Nine: Il passato di Dax)
- 2270
  - Più o meno all'inizio di questo anno, James T. Kirk termina la sua missione quinquennale a bordo della Enterprise. (Voyager: Q2)
  - Kirk viene promosso ammiraglio e diventa Capo delle Operazioni della Flotta Stellare. Spock lascia la Flotta Stellare e ritorna su Vulcano per prendere parte al kolinahr. Anche Leonard McCoy lascia la Flotta Stellare e comincia a praticare come medico privatamente sulla Terra. William Decker viene promosso capitano della USS Enterprise. (Star Trek (film 1979))
  - Nasce Felisa Howard, nonna di Beverly Crusher. (The Next Generation: Segreto di famiglia)
  - In un anno imprecisato all'inizio degli anni '70 di questo secolo, si verificano gli avvenimenti di Star Trek (film 1979).
- 2271
  - Nasce Demora Sulu, figlia di Hikaru Sulu. (Generazioni)
  - Kor guida i Klingon nella battaglia di Klach D'kel Brakt contro i Romulani, segnando la fine dell'alleanza tra la due razze. (Deep Space Nine: Patto di sangue)
- 2272
  - L'Impero Klingon rinuncia a reclamare il pianeta Archanis IV, appartenente alla Federazione dei Pianeti Uniti. (Deep Space Nine: Legame spezzato)
- 2273
  - Sarek di Vulcano incontra per la prima volta i Legariani. (The Next Generation: Sarek)
- 2274
  - La SS Artemis parte da Marte (Data stellare: 7678.43) per colonizzare Septimis Minor. Tuttavia, si schianterà su Tau Cygna V (Data stellare: 7780.85), dove due terzi dell'equipaggio muore per avvelenamento da radiazioni. I sopravvissuti riescono a stabilire una colonia. (The Next Generation: Le insegne del comando)
- 2275
  - Un gruppo di giovani Ba'ku, volendo seguire lo stile degli stranieri, tentano di prendere il controllo della colonia, ma falliscono. Come punizione, vengono esiliati e trovano una nuova identità come i Son'a. (Star Trek - L'insurrezione)
- 2276
  - Nasce Tressa su Drayan II. (Voyager: Il ciclo della vita)
- 2278
  - Tre settimane dopo aver lasciato la sua base stellare, la nave stellare della Federazione USS Bozeman scompare vicino alla Distesa Tifoniana. (The Next Generation: Circolo chiuso)
  - Nella regione S'Lara, nasce il vulcaniano Chu'lak. (Deep Space Nine: Campo di tiro)
  - Pardek diventa un senatore romulano. (The Next Generation: Il segreto di Spock (prima parte))
  - Un gruppo di Klingon lascia Qo'noS per andare alla ricerca del kuvah'magh colui che, secondo alcune sacre scritture, gli avrebbe condotti verso un nuovo impero (Voyager: La profezia)
- 2279
  - Nasce Mark Jameson, che sarà ammiraglio della Flotta Stellare. (The Next Generation: Guerra privata)
  - Il trattato di confine tra le fazioni bajorane Paqu e Navot, su Bajor, viene firmato. (Deep Space Nine: Colui che racconta)
- 2281
  - James T. Kirk vede Demora Sulu per l'ultima volta fino al 2293. (Generazioni)
- 2282
  - Nell'Idaho, sulla Terra, James T. Kirk prende uno dei cavalli di suo zio per una cavalcata, durante la quale incontra Antonia. (Generazioni)
- 2284
  - James T. Kirk riferisce ad Antonia la sua idea di tornare nella Flotta Stellare. (Generazioni)
  - Data stellare: 7130.4 - Carol Marcus invia una richiesta per il Progetto Genesi alle autorità della Federazione. (Star Trek II: L'ira di Khan)
  - Audrid Dax muore. Il simbionte Dax passa a Torias. (Deep Space Nine: Viaggi nella memoria)
  - Nasce Rishon Uxbridge. (The Next Generation: I sopravvissuti)
  - Zek si prende la sua ultima vacanza. (Deep Space Nine: Nagus per un giorno)
- 2285
  - Avvenimenti di Star Trek II - L'ira di Khan.
  - Avvenimenti di Star Trek III - Alla ricerca di Spock.
  - La USS Hathaway, una nave stellare Classe Constellation, viene varata dai Cantieri Navali Copernicus, sulla Luna. (The Next Generation: Una perfetta strategia)
  - Dopo la morte di Torias in un incidente con uno shuttle, il simbionte Dax si unisce a Joran Belar. (Deep Space Nine: Il passato di Dax, Equilibrio perduto, Riuniti)
- 2286
  - Avvenimenti di Rotta verso la Terra.
  - Su Acamar III, il Clan Tralesta è quasi sterminato dai loro nemici del Clan Lornak, nel Massacro dei Tralesta. (The Next Generation: Fattore vendetta)
  - Sei mesi dopo essersi unito con il simbionte Dax, Joran muore. Il simbionte si unisce quindi con Curzon. (Deep Space Nine: Equilibrio perduto)
- 2287
  - Avvenimenti di Star Trek V - L'ultima frontiera.
  - Una nave stellare della Federazione subisce un incidente inspiegabile esteso a tutto il sistema per l'ultima volta fino al 2366. (The Next Generation: Evoluzione)
- 2289
  - T'Meni e suo marito, entrambi vulcaniani, mandano il loro figlio Tuvok all'Accademia della Flotta Stellare, poiché era loro volontà che diventasse un ufficiale della Flotta. Sentendosi in dovere di rispettare la volontà dei suoi genitori, Tuvok acconsente. (Voyager: Flashback)
  - Cominciano i negoziati tra la Federazione dei Pianeti Uniti e l'Impero Klingon sulla colonia Korvat. All'epoca Curzon Dax rappresenta la Federazione, mentre Kang i Klingon. (Deep Space Nine: Patto di sangue)
- 2290
  - Hikaru Sulu viene promosso capitano e gli viene assegnato il comando della USS Excelsior, per una missione triennale di esplorazione delle anomalie gassose nel quadrante Beta. (Star Trek VI - Rotta verso l'ignoto)
  - Tre incrociatori da battaglia klingon, comandati da Kor, Koloth e Kang, vengono inviati a catturare l'Albino. Il raid ha successo nel distruggere quasi tutta l'organizzazione del criminale, tuttavia l'Albino riesce a fuggire. Come vendetta, infetta i primogeniti dei tre capitani con un virus genetico che lentamente uccide i bambini. (Deep Space Nine: Patto di sangue)
  - L'incrociatore da battaglia klingon IKS T'Ong viene inviato dall'Alto Comando Klingon in una missione con priorità massima. Per la missione, l'equipaggio viene messo in stasi criogenica. (The Next Generation: L'emissario)
- 2292
  - In questo periodo, Klingon e Romulani iniziano a considerarsi a vicenda nemici mortali. (The Next Generation: Successione)
- 2293
  - Avvenimenti di Star Trek VI - Rotta verso l'ignoto.
  - Tuvok si diploma all'Accademia della Flotta Stellare ed è assegnato alla USS Excelsior, sotto il comando di Hikaru Sulu. (Voyager: Flashback)
  - Parte degli avvenimenti di Generazioni.
- 2294
  - La USS Jenolan, mentre era in viaggio verso la colonia di pensionamento Norpin V, incontra una sfera di Dyson. La Jenolan rimane intrappolata nella gravità della sfera, dove si schianta. Gli unici due sopravvissuti sono il guardiamarina Matt Franklin e il passeggero capitano Montgomery Scott; non potendo attendere i soccorsi, si mettono in animazione sospesa memorizzandosi nei buffer del teletrasporto della nave. (The Next Generation: Il naufrago del tempo)
  - Data stellare: 38325.3 - Un continente settentrionale su Oby VI è colpito da una piaga plasmica. La dottoressa Susan Nuress, l'investigatrice principale, e i suoi colleghi vengono inviati dalla Federazione per trovare una cura. La prima cura si dimostra inefficace. (The Next Generation: Il bambino)
- 2295
  - La dottoressa Susan Nuress continua la sua ricerca pionieristica sulla piaga plasmica in seguito alla seconda epidemia su Oby VI. La dottoressa riesce a isolare una cura per le vittime della piaga. (The Next Generation: Il bambino)
- 2296
  - Dopo che il continente occidentale perde la sua indipendenza dal continente orientale, si forma il gruppo terroristico Ansta con l'obiettivo di riottenere l'indipendenza dal governo rutiano. (The Next Generation: I terroristi di Rutia)
- 2297
  - Una spedizione di Klingon prende contatto con i Ventaxiani per la prima volta. (The Next Generation: Il diavolo)
- 2298
  - Tuvok abbandona la Flotta Stellare e comincia il rituale kolinahr. (Voyager: Flashback, Furia)

### XXIV secolo
- 2302
  - Un vascello della Federazione visita Angel I, riportando che la civiltà locale ha raggiunto il livello tecnologico della Terra a metà del XX secolo. (The Next Generation: Missione di soccorso)
  - Jaresh-Inyo, futuro Presidente della Federazione dei Pianeti Uniti, entra in politica. (Deep Space Nine: Paradiso perduto)
- 2303
  - Nasce Juliana O'Donnell. (The Next Generation: Una madre per Data)
- 2304
  - Prima di entrare nel Pon farr, Tuvok lascia la disciplina del Kolinahr e sposa T'Pel. (Voyager: Un testimone insolito, Flashback, Alice)
- 2305
  - 13 luglio - Nasce Jean-Luc Picard, a La Barre, in Francia. (The Next Generation: Amnesia)
  - Nasce Susan Beaumont. (The Next Generation: Trappola spaziale)
- 2307
  - Nasce Theodore Brahms. (The Next Generation: Trappola spaziale)
  - Su Kaelon II, nasce Timicin. (The Next Generation: Una vita a metà)
- 2309
  - Nasce Joseph Sisko, padre di Benjamin Sisko. (Deep Space Nine: Il nemico tra noi)
  - Indri VIII viene per la prima volta identificato da un vascello della Federazione. (The Next Generation: Il segreto della vita)
- 2311
  - Scoppia un conflitto tra la Federazione dei Pianeti Uniti e i Romulani, noto come l'Incidente di Tomed, dopo il quale viene raggiunto il Trattato di Algeron. Il trattato ridefinisce la Zona Neutrale romulana e mette fine ad ogni ricerca della Federazione sulla tecnologia stealth. Dopo il trattato, i Romulani entrano in un periodo di isolamento. (The Next Generation: La zona neutrale, La Pegasus; Enterprise: Federazione prossima frontiera)
  - Il pianeta Meridian appare nell'universo primario. Non apparirà più fino al 2371. (Deep Space Nine: Meridian)
  - Su Bajor, nasce Jillur Gueta. (Deep Space Nine: Prigionieri del passato)
- 2313
  - Kevin Uxbridge sposa Rishon. (The Next Generation: I sopravvissuti)
  - Durante un raid su un avamposto acamariano, un membro del Clan Lornak, Penthor-Mul, viene catturato e imprigionato. Prima di essere processato, viene ucciso da Yuta, un membro del Clan Tralesta. (The Next Generation: Fattore vendetta)
- 2314
  - Mark Jameson sposa Anne. (The Next Generation: Guerra privata)
  - Su Bajor, nasce Kira Meru. (Deep Space Nine: Torti peggiori della morte)
- 2319
  - Karnas prende ostaggi 63 passeggeri di una nave di linea su Mordan IV. Il comandante Mark Jameson si assicura il loro rilascio rifornendo di armi Karnas, causando quaranta anni di guerra civile sul pianeta. (The Next Generation: Guerra privata)
  - Su Bajor nasce Surmak Ren, da Surmak Hoek e Surmak Stimson. (Deep Space Nine: Il virus di Babele)
- 2320
  - Su Nuova Gallia, nasce Miranda Vigo. (The Next Generation: La vendetta di Bok)
  - Sulla Terra, nasce Lewis Zimmerman da Gregory Zimmerman e Sandra Fritz. (Voyager: Proiezioni)
  - Su Bajor, nasce Timor Landi. (Deep Space Nine: Prigionieri del passato)
  - Nasce Lisa Cusak. (Deep Space Nine: Il suono della sua voce)
- 2321
  - Nasce Stefan. (The Next Generation: L'ospite)
  - Boothby comincia la sua carriera all'Accademia della Flotta Stellare. (Voyager: La teoria di Shaw)
- 2322
  - Jean-Luc Picard prova ad entrare all'Accademia della Flotta Stellare ma viene respinto. (The Next Generation: L'età della ragione)
  - Nasce Raymond Marr. (The Next Generation: L'entità di cristallo)
- 2323
  - Al secondo tentativo, Picard riesce ad entrare all'Accademia della Flotta Stellare. (The Next Generation: L'età della ragione)
  - Picard partecipa alla maratona dell'Accademia su Danula II, vincendo la gara. (The Next Generation: L'attacco dei Borg (seconda parte))
  - In questo periodo vengono sostituiti i computer duotronici. (The Next Generation: Il naufrago del tempo)
- 2324
  - 13 ottobre - A Copernicus City, sulla Luna, nasce Beverly Howard che, da sposata, diverrà Beverly Crusher. (The Next Generation: Amnesia)
  - Il vascello d'addestramento della Flotta USS Republic ritorna nel Sistema Solare, dove rimarrà per i successivi quindici anni. (Deep Space Nine: La Valiant)
- 2325
  - 2 febbraio - A Bruxelles, nell'Alleanza Europea, nasce Devinoni Ral. (The Next Generation: Tunnel conteso)
  - I Son'a sottomettono i Tarlac e gli Ellora, integrandoli nella loro società come classe operaia. (Star Trek: L'insurrezione)
- 2327
  - Jean-Luc Picard, Marta Batanides e Cortan Zweller si diplomano all'Accademia della Flotta Stellare. (The Next Generation: Il primo dovere, Amnesia, Una seconda opportunità)
  - Conseguito il diploma, al guardiamarina Picard viene impiantato un cuore artificiale dopo essere stato gravemente ferito in uno scontro con un Nausicano riguardo a una partita dom-jot nella Base Stellare Earhart. (The Next Generation: Trappola per samaritani, Una seconda opportunità)
  - Il guardiamarina Cortan Zweller viene assegnato alla USS Ajax, al comando del capitano Narth. (The Next Generation: Una seconda opportunità)
  - Sulla Terra, a Bergen in Norvegia, nasce William Samuels. (Deep Space Nine: La ribellione (prima parte))
  - Timicin inizia la ricerca su come salvare il sole del suo mondo. (The Next Generation: Una vita a metà)
- 2328
  - L'Unione Cardassiana inizia ad "aiutare lo sviluppo" di Bajor che, di fatto, è un'occupazione forzata del pianeta. (Deep Space Nine: L'emissario)
  - Data stellare: 30620.1 - Si sposano il tenente della Flotta Stellare Ian Andrew Troi e l'ambasciatrice betazoide Lwaxana. (The Next Generation: La porta chiusa)
  - Si sposano il dottor Noonien Soong e Juliana O'Donnell su Mavala IV. (The Next Generation: Una madre per Data)
  - In settembre, a Killarney in Irlanda, nasce Miles O'Brien, figlio di Michael O'Brien. (The Next Generation: Disastro sull'Enterprise; Deep Space Nine: Sospetti, Il nemico tra noi)
  - Su Bajor, nasce Ishan Chaye. (Deep Space Nine: Prigionieri del passato)
  - Lwaxana Troi ottiene un nuovo valletto, Mr. Xelo. (The Next Generation: La porta chiusa)
- 2329
  - Nasce Marc Brooks. (The Next Generation: La perdita)
  - La Flotta Stellare inizia ad adottare il nuovo sistema computazionale che utilizza i chip ottici isolineari. (The Next Generation: Il naufrago del tempo)
  - Mullibok riesce a scappare furtivamente da Bajor, a bordo di un vascello cardassiano, e raggiungere una delle sue lune, Jeraddo. (Deep Space Nine: Un addio difficile)
  - Su una colonia della Federazione vicino alla Zona Demilitarizzata Cardassiana, nasce Chakotay. (Voyager: Gli spiriti del cielo, Fine del gioco)
  - Il padre di Arjin diventa un istruttore di piloti su Gedana. (Deep Space Nine: Il candidato)
- 2330
  - Nasce Sara Kingsley. (The Next Generation: Selezione innaturale)
  - Su Betazed, nasce Kestra Troi, la prima figlia di Lwaxana e Ian Andrew Troi. (The Next Generation: La porta chiusa)
- 2331
  - Boradis III è il primo pianeta del sistema Boradis ad essere colonizzato dalla Federazione. Nei successivi trentaquattro anni, tre altri insediamenti vengono fondati in questo sistema stellare. (The Next Generation: L'emissario)
  - Giugno - Joseph Sisko incontra una donna di nome Sarah. (Deep Space Nine: Immagini nella sabbia)
  - Agosto - Dopo due mesi di corteggiamento, Joseph Sisko e Sarah si sposano. (Deep Space Nine: Immagini nella sabbia)
- 2332
  - A otto anni, Beverly Howard ha la sua prima infatuazione per un giocatore di calcio di nome Stefan, fantasticando sull'avere figli, una carriera e una vita felice. (The Next Generation: L'ospite)
  - I motori a impulso, che in seguito verranno usati a bordo della Val Jean, vengono costruiti. (Voyager: Dall'altra parte dell'universo)
  - Il Nexus ritorna nella Via Lattea trentanove anni dopo aver preso James T. Kirk. (Generazioni)
  - A New Orleans, in Louisiana sulla Terra, nasce Benjamin Sisko, figlio di Joseph e Sarah Sisko. (Deep Space Nine: Equilibrio perduto, Il nemico tra noi, Immagini nella sabbia)
- 2333
  - Durante una crisi a bordo della USS Stargazer, di classe Constellation, il capitano rimane ucciso e il tenente comandante Jean-Luc Picard prende il controllo del ponte di comando. Come ricompensa per l'operato, Picard viene promosso ufficiale comandante permanente del vascello. (The Next Generation: Una seconda opportunità)
  - Gaila comincia una quarantennale carriera nella compravendita di armi. (Deep Space Nine: I soliti affari)
  - Sarah Sisko scompare due giorni dopo il primo compleanno di Benjamin Sisko. (Deep Space Nine: Immagini nella sabbia)
- 2334
  - Secondo il file falsificato del personale della Flotta Stellare, il 27 settembre nasce Kieran MacDuff, da Joseph e Les MacDuff, su Gamma Canaris N. (The Next Generation: Amnesia)
- 2335
  - Nasce L. Isao Telaka. (The Next Generation: Selezione innaturale)
  - In Alaska, nasce William Riker. (The Next Generation: Fattore Icaro, Amnesia, Giovani carriere)
  - A Mogadiscio, in Somalia, nasce Geordi La Forge. (The Next Generation: Circolo chiuso)
  - Chakotay, all'età di sei anni, inizia a pensare di diventare un paleontologo. (Voyager: Fine del gioco, Un piccolo passo)
- 2336
  - Data viene costruito su Omicron Theta e comincia la sua avventura per diventare umano. (The Next Generation: Datalore, L'entità di cristallo; Generazioni)
  - 11 settembre - Leah Brahms nasce a Damascus City, su Alpha Delphi IX. (The Next Generation: Trappola spaziale)
  - Il dottor Noonien Soong e Juliana Soong spostano il loro laboratorio nel mezzo di una giungla di Terlina III. (The Next Generation: Fratelli)
  - 29 marzo - Su Betazed nasce Deanna Troi, vicino al lago El'nar. (The Next Generation: Amnesia, La porta chiusa)
  - Sarah Sisko muore in un incidente con un hovercraft. Dopo un mese, il suo ex-marito, Joseph Sisko, riesce a rintracciarla scoprendo che è morta. (Deep Space Nine: Immagini nella sabbia)
  - Nel quadrante Delta, la Nokaro, una nave coloniale che trasportava circa tremila persone, la maggior parte famiglie, viene consumata da un gigante organismo bioplasmatico, che manda alla follia l'equipaggio il quale crede di essere diretto verso un pianeta abitabile. La famiglia di Qatai era tra queste e ciò lo spinge a dedicare la sua vita a distruggere la creatura. (Voyager: Beatitudine)
- 2337
  - La madre di William T. Riker, Betty, muore. (The Next Generation: Fattore Icaro, L'interfaccia)
  - Su Turkana IV, nasce Natasha Yar. (The Next Generation: Sorelle)
  - L'ambasciatore Trill, Odan, negozia la pace tra le lune Alpha e Beta di Peliar Zel. (The Next Generation: L'ospite)
- 2338
  - La colonia Omicron Theta viene distrutta dall'Entità Cristallina. Raymond Marr è tra le vittime. (The Next Generation: Datalore, L'entità di cristallo)
  - Data viene ritrovato tra i resti della colonia di Omicron Theta dalla USS Tripoli. Verrà attivato il 2 febbraio di questo anno. (The Next Generation: Datalore, Amnesia)
  - Nel sistema Alpha Centauri, nasce Greta Vanderweg. (Deep Space Nine: Campo di tiro)
- 2339
  - Curzon Dax lavora come mediatore per trovare una soluzione alla Guerra Civile Klaestroniana. Il generale klaestroniano Ardelon Tandro viene assassinato. (Deep Space Nine: Il passato di Dax)
  - Jean-Luc Picard vede per l'ultima volta il suo professore di archeologia, il dottor Richard Galen. In questo periodo, Picard sta considerando una carriera proprio in archeologia. (The Next Generation: Il segreto della vita)
  - Nasce Sev Maylor. (The Next Generation: Il prezzo della pace)
- 2340
  - Su Qo'noS, nasce Worf, figlio di Mogh. (The Next Generation: I peccati del padre)
  - 17 gennaio - Su Bajor nasce Ro Laren, figlia di Ro Talia e Ro Gale. (The Next Generation: Amnesia)
  - Nathaniel Teros sviluppa la teoria dell'adattamento neuromuscolare per le specie a bassa gravità; tuttavia, all'epoca, non ha successi pratici. (Deep Space Nine: Melora)
  - Gli Yaderani sono conquistati dal Dominio. (Deep Space Nine: La valle delle illusioni)
  - Il padre di Alsia, un cartografo stellare, conduce uno studio mineralogico sulla fascia di asteroidi di Vlugta e la trova ricca di minerali. (Deep Space Nine: Una questione di fortuna)
  - Edward M. La Forge e sua moglie Silva La Forge salvano loro figlio, Geordi La Forge, quando rimane intrappolato in un incendio. (The Next Generation: Un eroe da imitare)
- 2341
  - Data stellare: 23634.1 - Su Trill, nasce Jadzia. (Deep Space Nine: L'emissario, Il passato di Dax, Equilibrio perduto)
  - A Data viene permesso di entrare nell'Accademia della Flotta Stellare. (The Next Generation: La misura di un uomo, La via di Klingon (seconda parte))
  - Sulla Terra, nasce Julian Bashir. (Deep Space Nine: L'emissario, Voci interiori)
- 2342
  - 9 aprile - Jean-Luc Picard manca a un incontro con Jenice al Café des Artistes a Parigi. (The Next Generation: Ricordare Parigi)
  - Su Turkana IV, nasce Ishara Yar. (The Next Generation: Sorelle)
  - All'età di cinque anni, Tasha Yar diventa orfana ed è costretta nascondere sé stessa e la sorella Ishara dalle gang. (The Next Generation: Contaminazione, Sorelle)
  - Beverly Howard è ammessa al programma medico dell'Accademia della Flotta Stellare. (The Next Generation: Amnesia)
  - Surmak Ren si diploma come medico all'Università di Bajor. (Deep Space Nine: Il virus di Babele)
  - Lewis Zimmerman si diploma all'Accademia della Flotta Stellare. (Voyager: Proiezioni)
- 2343
  - Kyle Riker insegna a suo figlio William l'arte marziale Anbo-jyutsu. (The Next Generation: Fattore Icaro)
  - Su Bajor, nasce Kira Nerys. (Deep Space Nine: La ribellione, Torti peggiori della morte)
  - Muore Ian Andrew Troi, padre di Deanna Troi. (The Next Generation: Una vita a metà)
  - A otto anni Geordi La Forge riceve il suo primo animaletto, un gatto circassiano. (The Next Generation: Violenze mentali)
- 2344
  - L'Impero Klingon e la Federazione dei Pianeti Uniti stanno negoziando un trattato di pace, in seguito alla risposta della USS Enterprise-C ad una richiesta di soccorso dal pianeta klingon Narendra III. (The Next Generation: L'Enterprise del passato)
  - Durante ciò che diverrà nota come la battaglia di Narendra III, l'Enterprise viene distrutta mentre difende Narendra III da un attacco romulano. Questo evento, re-enfatizza gli Accordi di Khitomer e assicura una duratura pace tra Federazione e Klingon. Tuttavia, alcuni membri dell'equipaggio dell'Enterprise sopravvivono e vengono catturati, tra cui Tasha Yar, che era stata inviata lì da Jean-Luc Picard dal futuro di una linea temporale alternativa. (The Next Generation: L'Enterprise del passato, La via di Klingon (seconda parte))
  - In una linea temporale alternativa, la USS Enterprise C svanisce mentre ingaggia battaglia con i Romulani. Ciò causa un deterioramento delle relazioni tra Federazione e Klingon, che porta a una guerra. (The Next Generation: L'Enterprise del passato)
  - All'età di quindici anni, Chakotay entra nell'Accademia della Flotta Stellare, spinto dal capitano Hikaru Sulu. (Voyager: Gli spiriti del cielo)
  - A diciannove anni, Devinoni Ral lascia la Terra per Hurkos III. (The Next Generation: Tunnel conteso)
  - Un capitano della Flotta Stellare fallisce il primo contatto con gli Jaradani a causa di un errore di protocollo che causa venti anni di lontananza diplomatica. (The Next Generation: Il grande addio)
  - Shakaar Edon inizia a combattere i Cardassiani durante l'occupazione del suo pianeta. (Deep Space Nine: Shakaar)
  - Roana e suo marito aprono un negozio su Bajor. (Deep Space Nine: Una questione di fortuna)
- 2345
  - In una linea temporale alternativa, su Romulus, nasce Sela, figlia di Tasha Yar e di un generale romulano. (The Next Generation: La via di Klingon (seconda parte))
  - L'Albino esce allo scoperto, fuggendo agli inseguitori Kang, Koloth, Kor e Curzon Dax su Galdonterre, dove stabilisce un complesso fortificato su Secarus IV. (Deep Space Nine: Patto di sangue)
  - Kor, mentre serve nel Consiglio di Supervisione Klingon, toglie il nome di Martok dalla lista di candidati per la Forza Difensiva Klingon, dopo aver notato che proviene dai bassifondi della provincia di Ketha. Martok in seguito sale a bordo della nave ammiraglia del generale ShiVang come lavoratore civile. (Deep Space Nine: Morire da eroe)
  - Nel quadrante Delta, i Kazon raggruppano e sopraffanno i Trabe. I Kazon rubano un gran numero di navi da guerra dei Trabe, obbligando questi ad abbandonare il loro mondo. Poco dopo, i Kazon iniziano a combattersi tra loro. (Voyager: Iniziazioni)
  - Data si diploma all'Accademia della Flotta Stellare e viene promosso guardiamarina. (The Next Generation: Datalore, La misura di un uomo)
  - Su Qo'noS, nasce Kurn, figlio di Mogh e fratello di Worf. (The Next Generation: I peccati del padre)
  - Odo assume per la prima volta una forma umanoide. (Deep Space Nine: Chimera)
  - A diciassette anni, Miles O'Brien entra nella Flotta Stellare e viene assegnato alla USS Rutledge, al comando di Benjamin Maxwell. (The Next Generation: Un uomo ferito; Deep Space Nine: La valle delle illusioni)
  - La siccità sul pianeta dei Crepuscolani, dovrebbe terminare in questo anno. (Discovery: Il saluto vulcaniano)
- 2346
  - Data stellare: 23859.7 - In ciò che sarà poi noto come il Massacro di Khitomer, la colonia klingon su Khitomer viene attaccata e distrutta dalle forze romulane. Tra le vittime vi è Mogh, il padre di Worf. Quest'ultimo riesce a sopravvivere e viene salvato dalla USS Intrepid. Dopo il Massacro di Khitomer, la USS Intrepid si ferma alla Base Stellare 24, dove, un'altra sopravvissuta, Kahlest, sbarca per questioni mediche. In seguito, otterrà un passaggio per il suo pianeta d'origine nell'Impero Klingon. (The Next Generation: I peccati del padre)
  - Il nuovo centro di lavorazione mineraria cardassiano Terok Nor, in orbita attorno a Bajor, è ormai completato. Diverse donne bajorane, incluse Kira Meru e sua figlia, Kira Nerys (che ha viaggiato indietro nel tempo dal 2374), vengono portate su Terok Nor per servire come compagne degli ufficiali militari cardassiani. Meru viene scelta dal nuovo Prefetto, Gul Dukat, con cui rimarrà fino alla morte nel 2353. La Resistenza bajorana, nel frattempo, attenta alla vita di Gul Dukat, piazzando una bomba nei suoi alloggi su Terok Nor. (Deep Space Nine: Torti peggiori della morte)
  - Paul Stubbs inizia la sua ricerca e costruisce "L'Uovo" per studiare l'esplosione di una stella di neutroni/gigante rossa nel settore Kavis Alpha. (The Next Generation: Evoluzione)
  - Sulla Terra, Jean-Luc Picard ha una relazione con Miranda Vigo. Poco dopo il rapporto si interrompe e Miranda si innamora di un altro uomo, sempre della Flotta Stellare, da cui un anno dopo avrà un figlio, Jason. (The Next Generation: La vendetta di Bok)
  - All'età di cinque anni, Julian Bashir esegue il suo primo intervento chirurgico sul suo orsetto, Kukalaka. (Deep Space Nine: La calamità)
- 2347
  - Avviene un massacro su Setlik III, quando le forze cardassiane attaccano la colonia della Federazione sul pianeta. (The Next Generation: Un uomo ferito)
  - Miles O'Brien diventa capo teletrasportatore. (The Next Generation: Paure nascoste)
  - Ro Gale viene ucciso durante un interrogatorio cardassiano, mentre sua figlia, Ro Laren, viene costretta a guardare. (The Next Generation: Il guardiamarina Ro)
  - Il dottor Paul Manheim comincia una ricerca in un luogo che soddisfi i criteri per i suoi esperimenti su tempo e gravità. (The Next Generation: Ricordare Parigi)
  - Worf va a vivere su Gault con i suoi genitori adottivi, Sergej e Helena Roženko, e con il fratellastro Nikolai. (Deep Space Nine: Colui che è senza peccato...)
  - Nasce Jason Vigo. (The Next Generation: La vendetta di Bok)
- 2348
  - Beverly Howard sposa Jack Crusher. (The Next Generation: Famiglie)
  - Sulla Terra, nasce Wesley Crusher per cui il padre Jack salverà un messaggio olografico in Data Stellare 25102.45. (The Next Generation: L'età della ragione, Famiglie)
  - Julian Bashir esegue un trattamento di risequenziazione del DNA su Adigeon Primo, dopo cui le sue abilità intellettive e di coordinazione risultano migliorate. (Deep Space Nine: Il Dottor Bashir, suppongo)
  - L'ultimo tentativo di riconciliazione tra Acamar III e i Raccoglitori prima del 2366 fallisce. (The Next Generation: Fattore vendetta)
  - Il guardiamarina Data viene promosso tenente. (The Next Generation: Datalore)
  - Chakotay si diploma all'Accademia della Flotta Stellare. (Voyager: Riflessi nel ghiaccio, Gli spiriti del cielo, Fine del gioco)
  - Enabran Tain diventa capo dell'Ordine Ossidiano. (Deep Space Nine: All'ombra del Purgatorio)
  - Nasce sulla colonia di Tendara Annika Hansen, figlia di Magnus ed Erin Hansen, che sarà assimilata dalla collettività Borg con la designazione Sette di Nove.[Vedere 2350]
- 2349
  - Il dottor Paul Manheim mette assieme un team di scienziati per trovare il luogo adatto ai suoi esperimenti su tempo e gravità. (The Next Generation: Ricordare Parigi)
  - Su Daled IV nasce Salia, i cui genitori muoiono poco dopo. In seguito, una nave della Federazione porta Salia e la sua governante, Anya, da Daled IV a Klavdia III, cosicché Salia possa crescere in un ambiente neutrale. (The Next Generation: La delfina)
  - In una linea temporale alternativa, su Romulus, Tasha Yar tenta di scappare con sua figlia Sela. Tasha viene però scoperta e giustiziata. (The Next Generation: La via di Klingon (seconda parte))
  - In questo periodo, le relazioni tra Klingon e Romulani vengono definite come "non molto cordiali". (Voyager: Separazione)
  - Il guardiamarina della Flotta Stellare Stefan DeSeve diserta passando all'Impero Stellare Romulano e si stabilisce su Romulus, dove rimarrà per i successivi venti anni. (The Next Generation: Il volto del nemico)
  - Ty Kajada comincia ad inseguire il criminale kobliad Rao Vantika. (Deep Space Nine: Il clandestino)
  - Sulla Terra, nasce Harry Kim. (Voyager: La cruna dell'ago)
  - Su Kessik IV, nasce B'Elanna Torres. (Voyager: Separazione, Rischio estremo, La barca dei morti, L'autore, l'autore!)
  - Tuvok ritorna nella Flotta Stellare e serve a bordo della USS Wyoming. (Voyager: Flashback)
  - Nasce Lyndsay Ballard. (Voyager: Cenere alla cenere)
- 2350
  - Beverly Crusher si diploma all'Accademia Medica della Flotta Stellare. (The Next Generation: Amnesia)
  - Benjamin Sisko e Solok entrano all'Accademia della Flotta Stellare. (Deep Space Nine: L'emissario, Immagini nella sabbia, La partita)
  - Nasce Annika Hansen. (Voyager: L'addio di Kes, Frontiera oscura)
  - All'età di quindici anni, William T. Riker viene abbandonato dal padre, Kyle Riker. (The Next Generation: Fattore Icaro)
  - Le forze romulane azzardatamente abbordano la nave ammiraglia klingon del generale ShiVang. Nella seguente battaglia, Martok, un lavoratore civile, viene arruolato nelle Forze Difensive Klingon. (Deep Space Nine: Morire da eroe)
  - La famiglia del romulano Neral viene uccisa in un attacco klingon. (Deep Space Nine: Inter Arma Enim Silent Leges)
  - Su Qo'noS, nasce Divok. (The Next Generation: Il ritorno di Kahless)
  - Il dottor Telek R'Mor inizia la sua missione triennale conducendo una "ricerca segreta" a bordo del vascello scientifico Talvath. (Voyager: La cruna dell'ago)
  - Un gruppo di nativi americani si insedia sul pianeta Dorvan V, vicino al confine con i Cardassiani. (The Next Generation: La fine del viaggio)
- 2351
  - Durante una missione scientifica triennale, il romulano Telek R'Mor viene contattato dalla USS Voyager dal 2371, attraverso un microwormhole. (Voyager: La cruna dell'ago)
  - Enabran Tain diventa capo dell'Ordine Ossidiano. (Deep Space Nine: All'ombra del Purgatorio)
  - In Kansas, nasce Amanda Rogers, figlia di due Q in forma umana. (The Next Generation: Una vera Q)
  - Su Bajor, nasce Mardah. (Deep Space Nine: Nato per combattere)
  - La costruzione della stazione mineraria cardassiana Terok Nor è completata. (Deep Space Nine: Il virus di Babele, Torti peggiori della morte)
  - Su Terok Nor, gli scienziati bajorani Dekon Elig e Surmak Ren realizzano un dispositivo afasico per uccidere i Cardassiani sulla stazione con il virus dell'afasia. Tuttavia, il dispositivo non viene mai attivato e rimane spento fino al 2369. (Deep Space Nine: Il virus di Babele)
  - Quark lascia Ferenginar dopo aver raggiunto l'Età dell'Ascensione. (Deep Space Nine: Affari di famiglia)
  - Keena e Baltrim sfuggono all'Occupazione Cardassiana di Bajor e trovano rifugio nel cottage di Mullibok sulla luna bajorana Jerrado. (Deep Space Nine: Un addio difficile)
  - Vandor IV viene scelto dal dottor Paul Manheim come luogo per i suoi esperimenti. (The Next Generation: Ricordare Parigi)
  - Richard Bashir è un diplomatico della Federazione su Invernia II. Suo figlio, Julian Bashir, dopo essere stato testimone della morte di una ragazza inverniana, decide di diventare un medico. (Deep Space Nine: Melora)
- 2352
  - Tasha Yar riesce a fuggire dalla colonia umana fallita di Turkana IV. (The Next Generation: Contaminazione, Dove nessuno è mai giunto prima, Sorelle)
  - Ishara Yar diventa membro della Coalizione. Turkana IV peggiora le sue relazioni con la Federazione. (The Next Generation: Sorelle)
  - Varria e Kivas Fajo diventano partner. (The Next Generation: Il collezionista)
  - Beverly Crusher inizia a lavorare su Delos IV per il dottor Dalen Quaice. (The Next Generation: Ricordatemi)
  - Secondo un file personale falsificato della Flotta Stellare, Kieran MacDuff entra all'Accademia della Flotta Stellare. (The Next Generation: Amnesia)
  - Il vascello scientifico romulano Talvath fa ritorno su Romulus. (Voyager: La cruna dell'ago)
  - Nasce Tim Watters. (Deep Space Nine: La Valiant)
- 2353
  - Jack Crusher muore in una missione. Il capitano di Crusher e della USS Stargazer, Jean-Luc Picard, dà la triste notizia alla moglie, Beverly Crusher. (The Next Generation: Incontro a Farpoint, Il vincolo, Violenze mentali, Una vera Q)
  - Beverly Crusher mette da parte alcune cose, tra cui un messaggio olografico di Jack Crusher per il loro figlio Wesley, registrato nel 2348. Il messaggio verrà visualizzato nel 2367. (The Next Generation: Famiglie)
  - Sulla Stazione di Ricerca Genetica Darwin, nasce un bambino geneticamente ingegnerizzato di nome David. (The Next Generation: Selezione innaturale)
  - I Tholiani distruggono una base stellare della Federazione. L'unico sopravvissuto è Kyle Riker. (The Next Generation: Fattore Icaro)
  - Sulla colonia di Galen IV, nasce Jeremiah Rossa. (The Next Generation: Improvvisamente umano)
  - William T. Riker e Geordi La Forge entrano all'Accademia della Flotta Stellare. (The Next Generation: Amnesia, Circolo chiuso)
  - Su Ferenginar, nasce Nog. (Deep Space Nine: Cuore di pietra)
  - Nasce Tora Ziyal, figlia di Gul Dukat e Tora Naprem. (Deep Space Nine: I sopravvissuti della Ravinok)
  - Worf uccide accidentalmente un ragazzo di nome Mikel in una partita di calcio. (Deep Space Nine: Colui che è senza peccato...)
  - Assieme ai suoi genitori, Magnus ed Erin Hansen, Annika Hansen, di cinque anni, parte in un viaggio scientifico per studiare i Borg a bordo della USS Raven. (Voyager: La visione)
  - In un ospedale cardassiano muore Kira Meru. (Deep Space Nine: Torti peggiori della morte)
  - Nasce Hector Ilario. (Deep Space Nine: Campo di tiro)
  - Nel quadrante Delta, cinque Viorsa vanno in ibernazione poiché il pianeta in cui vivono è reso inabitabile da un brillamento solare. (Voyager: Il volto del terrore)
- 2354
  - Sulla Terra, nasce Jeremy Aster. (The Next Generation: Il vincolo)
  - La USS Stargazer visita Chalna. (The Next Generation: Questione di lealtà)
  - Il dottor T'Pan diventa direttore dell'Accademia delle Scienze vulcaniana. (The Next Generation: Sospetti)
  - Benjamin Sisko e Solok si diplomano all'Accademia della Flotta Stellare. Poco dopo, Sisko conosce la sua futura moglie Jennifer a Gilgo Beach. (Deep Space Nine: L'emissario, La ribellione (prima parte))
  - Il padre di B'Elanna Torres, John Torres, lascia sua moglie Miral. (Voyager: La cruna dell'ago)
  - Data stellare: 32611.4 - La famiglia Hansen parte per l'avamposto Drexler. Non registrano il piano di volo e non si hanno più contatti con la Raven dopo la loro partenza. (Voyager: L'addio di Kes, Frontiera oscura)
- 2355
  - Data stellare: 40217.3 - In ciò che diverrà nota come la battaglia di Maxia, la USS Stargazer è attaccata da un vascello sconosciuto. La nave viene gravemente danneggiata e il capitano Jean-Luc Picard compie una manovra che fa apparire la Stargazer in due luoghi contemporaneamente, permettendole di distruggere il vascello nemico. Tale manovra, eseguita con un salto molto breve a curvatura, viene chiamata "Manovra Picard". In seguito, Picard e il suo equipaggio sono costretti ad abbandonare la nave e viaggiare negli shuttle per settimane prima di essere recuperati dalla Flotta. (The Next Generation: La battaglia)
  - Il dottor Paul Manheim dimostra la sua teoria che, se la consistenza del tempo viene alterata, una porta per un'altra dimensione viene aperta. Per nove anni, non riuscirà però ad attuarla in pratica. (The Next Generation: Ricordare Parigi)
  - Il capitano Picard viene condotto alla Corte marziale per la perdita della Stargazer. Il procuratore del Comando della Flotta Stellare è Phillipa Louvois. (The Next Generation: La misura di un uomo)
  - Worf completa il suo primo Rito di Ascensione. (The Next Generation: Fattore Icaro)
  - Deanna Troi entra nell'Accademia della Flotta Stellare. (The Next Generation: Amnesia)
  - Kira Nerys si unisce al campo base di Shakaar Edon nella speranza di diventare un membro della resistenza. (Deep Space Nine: La rivolta (seconda parte) - Il cerchio, Colpevole ad ogni costo)
  - Nasce Jake Sisko, figlio di Benjamin e Jennifer Sisko. (Deep Space Nine: Il gioco dei Wadi, Nato per combattere, Estasi)
  - Worf visita la Grande Cupola di Qo'noS per la prima volta. (Deep Space Nine: La spada di Kahless)
  - Chu'lak è assegnato alla USS Strata come guardiamarina. (Deep Space Nine: Campo di tiro)
  - John e Mary Kim portano il loro figlio Harry in una casa infestata. (Voyager: La collettività)
- 2356
  - Il popolo degli Alcyoni distrugge una nave infettata tarelliana, che si presume essere l'ultima appartenente a quella specie. Fino al 2364, i Tarelliani saranno considerati estinti. (The Next Generation: Haven)
  - Secondo un file falsificato della Flotta Stellare, Kieran MacDuff si diploma all'Accademia della Flotta Stellare. (The Next Generation: Amnesia)
  - Su Volan II, nasce una delle due figlie di William e Louise Samuels. (Deep Space Nine: La ribellione (prima parte))
  - Nel quadrante Delta, la luna talaxiana Rinax viene attaccata da una cascata di metreoni ingegnerizzate dallo scienziato haakoniano Ma'Bor Jetrel. La luna diventa inabitabile e centinaia di migliaia di talaxiani muoiono. (Voyager: Il segreto di Neelix)
  - La produzione di teletrasporti Mark V viene interrotta. (Deep Space Nine: Affari di famiglia)
  - Julian Bashir scopre di essere geneticamente potenziato e crede che i suoi genitori possano averlo considerato difettoso. (Deep Space Nine: Il Dottor Bashir, suppongo)
  - Data stellare: 32634.9 - La USS Raven è colpita da una tempesta di particelle sub-spaziali e gli scudi multi-adattivi della nave si disattivano per un tempo sufficiente affinché i Borg la considerino una minaccia. (Voyager: Frontiera oscura)
  - Data stellare: 40840.211 - La Raven è inseguita dal cubo Borg che sta studiando. Magnus, Erin e Annika Hansen vengono assimilati dai Borg, dopo la cattura della nave. La Raven viene parzialmente assimilata e lasciata su una luna nello spazio B'omar. (Voyager: La visione, Frontiera oscura)
  - Kathryn Janeway incontra Tuvok per la prima volta. (Voyager: Furia)
  - Surmak Ren viene arrestato diverse volte ma ogni volta rilasciato per insufficienza di prove. (Deep Space Nine: Il virus di Babele)
- 2357
  - William T. Riker e Geordi La Forge si diplomano all'Accademia della Flotta Stellare. Riker viene assegnato alla USS Pegasus e La Forge alla USS Victory. (The Next Generation: Elementare, caro Data, Il peso del comando (prima parte), La Pegasus)
  - Vash visita la Terra per l'ultima volta. (Deep Space Nine: Per amore di Q)
  - Worf entra nell'Accademia della Flotta Stellare. (The Next Generation: Terra promessa; Deep Space Nine: La spada di Kahless)
  - Nel quadrante Delta, un Hirogeniano viene catturato da Penk e obbligato a combattere nei match di Tsunkatse. (Voyager: Tsunkatse)
  - Come parte dei conflitti di confine galeniani, i Talariani attaccano la colonia della Federazione su Galen IV, dove, a quattro anni, Jeremiah Rossa perde i suoi genitori e viene adottato da Endar, un ufficiale talariano. (The Next Generation: Improvvisamente umano)
  - Il cargo Odin viene dichiarato perso dopo una collisione con un asteroide. Dopo cinque mesi, i sopravvissuti giungono con le navette di salvataggio su Angel I. (The Next Generation: Missione di soccorso)
  - Il campo di lavoro Gallitep viene liberato. (Deep Space Nine: Colpevole ad ogni costo)
  - T'Jon, nativa di Ornara nel sistema Delos, assume il comando del cargo interplanetario Sanction. (The Next Generation: Simbiosi)
  - Surmak Ren è accusato di attività terroristiche dalla Corte Regionale Cardassiana, dopo il rapimento di Gul Spumco. (Deep Space Nine: Il virus di Babele)
- 2358
  - La USS Pegasus viene considerata distrutta dopo un'apparente rottura nel nucleo di curvatura. La nave doveva eseguire dei test per il nuovo dispositivo ad occultamento di fase, sviluppato dall'Intelligence della Flotta Stellare. La nave, in stato di fase alterata, si spostò nello spazio e, ritornata in fase, si ritrovò all'interno di un asteroide nel sistema Devolin. In seguito all'inchiesta del JAG, William T. Riker viene assegnato su Betazed. (The Next Generation: La Pegasus)
  - Inizia la guerra civile su Parada. (Deep Space Nine: Sospetti)
  - Ro Laren entra nell'Accademia della Flotta Stellare. (The Next Generation: Amnesia, Un'altra dimensione)
  - Il vice ammiraglio Janeway, padre di Kathryn Janeway, annega sotto una cappa di ghiaccio su Tau Ceti Primo. (Voyager: Circolo chiuso)
  - Miranda Vigo e suo figlio, Jason, si spostano su una colonia sul pianeta Camor V. (The Next Generation: La vendetta di Bok)
  - Nasce Rugal. (Deep Space Nine: Cardassiani)
  - Una delle due figlie di William e Louise Samuels nasce su Volan II. (Deep Space Nine: La ribellione (prima parte))
  - Nasce Kar. (Voyager: Iniziazioni)
  - Harry Kim si unisce ai suoi genitori, John e Mary, in una missione umanitaria su una colonia che ha sofferto di un disastro radiativo. Mentre sono lì, i Kim visitano un ospedale, dove Harry è testimone di avvenimenti scioccanti. (Voyager: Il volto del terrore)
  - A nove anni, Harry Kim contrae la sifilide mendakana. (Voyager: Il gioco della mantide)
  - Nel quadrante Delta, un gruppo di pensatori recluta un nuovo individuo. Non si ripeterà fino al 2375, quando offrono a Sette di Nove di unirsi a loro. (Voyager: Il pensatoio)
  - Nasce Tanis. (Voyager: Campo di tiro)
  - Su Bajor, nasce la figlia del tenente Onara, un ufficiale della milizia bajorana. (Deep Space Nine: I due emissari)
  - Nasce Willie Potts. (The Next Generation:Fratelli)
- 2359
  - Dopo quarant'anni, la guerra civile su Mordan IV termina, con Karnas che emerge come governatore. (The Next Generation: Guerra privata)
  - All'ammiraglio Mark Jameson viene diagnosticata la Malattia di Iverson. (The Next Generation: Guerra privata)
  - Worf e K'Ehleyr si separano, nessuno dei due si sente pronto per iniziare una relazione più profonda. (The Next Generation: L'emissario)
  - Deanna Troi si diploma all'Accademia della Flotta Stellare. (The Next Generation: Amnesia)
  - Nasce Piri. (Voyager: La prigione)
  - Il dottor Bathkin muore in un incidente con uno shuttle. (Deep Space Nine: La figurina)
- 2360
  - La Base Velara su Velara III inizia la terraformazione del pianeta. (The Next Generation: Progetto Terraforming)
  - A causa degli effetti della Malattia di Iverson, l'ammiraglio Mark Jameson è obbligato ad usare una sedia di supporto. (The Next Generation: Guerra privata)
  - In un piccolo villaggio di Bajor, Hovath comincia l'apprendistato da Sirah con l'intento di succedergli. (Deep Space Nine: Colui che racconta)
  - Li Nalas, un combattente della Resistenza bajorana ed ex-minatore su Terok Nor, viene catturato dai Cardassiani e considerato morto. Passerà i successivi dieci anni al campo di lavoro Hutet su Cardassia IV. (Deep Space Nine: La rivolta (prima parte) - Il prigioniero)
  - Alixus si accorda con la SS Santa Maria per essere lasciato su un pianeta nel sistema Orellius, in modo da poter stabilire la sua colonia libera dalla tecnologia. (Deep Space Nine: La comunità di Alixus)
  - Gul Dukat diventa comandante di Terok Nor. (Deep Space Nine: La ribellione (prima parte))
  - Nasce Mekor, figlio di Gul Dukat. (Deep Space Nine: La nave rubata)
  - Nel quadrante Delta, la moglie di Caylem, un membro del movimento di resistenza alsauriano contro l'Ordine Mokra, muore in prigione. (Voyager: Resistenza)
  - Vreenak diventa un membro chiave del Senato Romulano. (Deep Space Nine: La coscienza di un ufficiale)
  - Il figlio di Dara, nipote di Timicin, nasce su Kaelon II. (The Next Generation: Una vita a metà)
  - Sarina Douglas comincia a vivere con Jack, Lauren e Patrick. (Deep Space Nine: Crisalide)
  - Taya nasce su Yadera II. (Deep Space Nine: La valle delle illusioni)
  - Prima che i Cardassiani colpiscano la base Lunar V, la Resistenza Bajorana nasconde alcuni dei loro raider sub-impulso sotto la superficie di una delle lune di Bajor. (Deep Space Nine: La rivolta (terza parte) - L'assedio)
- 2361
  - Sulla Stazione Jupiter, Lewis Zimmerman viene assegnato al Centro di Olo-Programmazione. Comincia così a sviluppare ciò che si chiamerà "Olo-Doc": un dottore olografico per assistere alle emergenze mediche. (Voyager: Proiezioni)
  - La USS Potemkin tenta di prendere contatto con la colonia fallita della Federazione su Turkana IV ma senza successo. Viene avvisata invece che chiunque si fosse teletrasportato sulla superficie sarebbe stato ucciso. (The Next Generation: Sorelle)
  - La Potemkin invia una squadra di esplorazione, guidata dal tenente William T. Riker, per evacuare la stazione di ricerca su Nervala IV. A causa della distorsione atmosferica, il capo teletrasportatore della Potemkin usa due fasci di confinamento per trasportare Riker, l'ultimo della squadra rimasto sul pianeta. Il primo fascio funziona e Riker viene portato a bordo, il secondo viene inspiegabilmente riflesso indietro, creando un altro William T. Riker. Quest'ultimo verrà scoperto dalla USS Enterprise solo nel 2369. Il primo Riker viene promosso tenente comandante per l'"eccezionale valore durante l'evacuazione della stazione di ricerca su Nervala IV". (The Next Generation: Duplicato)
  - Il dottor Dalen Quaice viene assegnato alla Base Stellare 133, dove andrà con Patricia. (The Next Generation: Ricordatemi)
  - Roana e suo marito, un imprenditore bajorano, aprono un negozio sulla Promenade di Terok Nor, dopo aver chiuso il loro negozio su Bajor che lavorava da diciassette anni. (Deep Space Nine: Una questione di fortuna)
  - I botanici Kevi e Rishon Uxbridge si spostano da New Martim Vaz, sulla Terra, alla colonia della Federazione su Delta Rana IV. (The Next Generation: I sopravvissuti)
  - Il padre di Jeremy Aster muore dell'infezione di Rushton. (The Next Generation: Il vincolo)
  - Vash viene assunto come assistente personale del dottor Samuel Estragon, uno scienziato devoto al ritrovamento del leggendario Tox Uthat. (The Next Generation: Le vacanze del capitano)
  - L'agente dell'Ordine Ossidiano Iliana Ghemor si offre volontaria per una missione sotto copertura su Bajor. Viene chirurgicamente modificata per sembrare bajorana e infiltrarsi nella Resistenza. Le sue memorie vengono rimosse. La cellula della resistenza di Shakaar, inclusa la giovane Kira Nerys, passa l'intero inverno nascondendosi dai sensori di perlustrazione cardassiani sulle Colline Dahkur. (Deep Space Nine: Seconda pelle)
  - Rom lascia Ferenginar. (Deep Space Nine: Affari di famiglia)
  - Lidell sposa Tolen Ren su Banea. (Voyager: Un testimone insolito)
  - Sette di Nove emerge da una camera di maturazione Borg, dopo essere stata assimilata cinque anni prima. (Voyager: La collettività)
- 2362
  - Avviene un massacro su Setlik III. (Deep Space Nine: Il processo)
    - Il soldato Miles O'Brien uccide un Cardassiano durante il massacro. (The Next Generation: Un uomo ferito)
    - In seguito O'Brien riesce a usare un campo di teletrasporto per la prima volta, salvando la vita di tredici persone. (Deep Space Nine: La comunità di Alixus)
    - Diverse persone, incluso Raymonde Boone, vengono fatte prigioniere dai Cardassiani. (Deep Space Nine: Il processo)
    - O'Brien viene dichiarato "Eroe di Setlik III" dopo aver guidato un gruppo di uomini contro un reggimento cardassiano nell'accampamento Barrica. (Deep Space Nine: Empok Nor)

  - O'Brien viene trasferito alla divisione operazioni e promosso ufficiale tattico. (The Next Generation: Un uomo ferito)
  - Al comando del capitano Blackwood, la USS Tombaugh viene attaccata e assimilata dai Borg. Tra l'equipaggio vi era il guardiamarina Stone, fresco di Accademia. (Voyager: Regressione infinita)
  - Ai Cantieri Navali di Utopia Planitia, il sistema di controllo del motore a curvatura viene installato sulla USS Enterprise-D. Il guardiamarina Marla Finn comincia una relazione romantica con Walter Pierce. In seguito però, inizia una relazione anche con William Hodges e sia quest'ultimo che Marla vengono uccisi per gelosia da Pierce con un'esplosione al plasma. Dopo ciò, Pierce si vaporizza nel flusso plasmatico della Enterprise. La sua traccia enfatica da betazoide viene inavvertitamente lasciata sulla paratia della nave. (The Next Generation: Echi mentali)
  - Data stellare: 40164.7 - La USS Victory indaga sulla sparizione misteriosa di quarantanove persone sull'avamposto di Tarchannen III. Il guardiamarina Geordi La Forge fa parte della squadra d'indagine. (The Next Generation: Metamorfosi)
  - Avviene l'ultimo raid Klingon sulla Federazione per i successivi sette anni. (The Next Generation: Aquiel)
  - Data stellare: 39355.5 - Dekon Elig viene ucciso da un phaser su Velos VII. (Deep Space Nine: Il virus di Babele)
  - Il cadetto Ro Laren si diploma all'Accademia della Flotta Stellare. (The Next Generation: Un'altra dimensione)
  - Beverly Crusher viene promossa comandante dopo aver superato l'esame per ufficiali del ponte di comando. (The Next Generation: Radioattività)
  - Raymond Boone viene ucciso e viene sostituito da una spia cardassiana che fa ritorno alla Flotta Stellare. In un anno, questo finto Boone lascia la Flotta e la moglie, per trasferirsi su un pianeta al confine con i Cardassiani. (Deep Space Nine: Il processo)
  - Rugal, figlio di Kotan Pa'Dar, viene rapido da un ufficiale cardassiano e portato nel Centro di Riposizionamento di Tozhat, dopo che sua madre viene uccisa da un attacco della Resistenza Bajorana. Sarà stato poi adottato dal bajorano Proka Migdal. (Deep Space Nine: Cardassiani)
  - Fallit Kot ruba un carico di birra romulana. Viene catturato e condannato ad otto anni in un campo di lavoro. (Deep Space Nine: Melora)
  - Quark presta a suo cugino Gaila una certa quantità di latinum per iniziare un consorzio di munizioni. Gaila promette a Quark di ripagarlo in shuttle se avesse avuto successo. (Deep Space Nine: Gli omini verdi)
  - In una linea temporale alternativa, in cui la USS Enterprise C misteriosamente scompare nel 2344, dopo essersi diplomata all'Accademia della Flotta Stellare, Tasha Yar viene assegnata alla prima nave da battaglia di Classe Galaxy, la USS Enterprise D. (The Next Generation: L'Enterprise del passato)
- 2363
  - Data stellare: 40052 - La camera di cristallo di dilitio che sarebbe stata usata dall'Enterprise viene progettata nell'avamposto Seran T-1. Viene installata nella nave ai Cantieri Navali di Utopia Planitia. (The Next Generation: Trappola spaziale)
  - La costruzione della Enterprise D viene completata ad Utopia Planitia, su Marte. Il comandante Orfil Quinteros, che supervisionò la costruzione, accetta in seguito un posto alla Base Stellare 74. (The Next Generation: 11001001)
  - L'Enterprise inizia la sua missione di prova, prima di ritornare alla Stazione McKinley, vicino alla Terra. (The Next Generation: Solo in mezzo a noi, Ieri, oggi, domani)
  - Prima di prendere ufficialmente il comando dell'Enterprise, il capitano Jean-Luc Picard sceglie i suoi ufficiali superiori, inclusi Geordi La Forge, Tasha Yar e William T. Riker. Decide inoltre che Riker sarà il primo ufficiale in base ad un incidente avvenuto sulla USS Hood. (The Next Generation: Un'altra dimensione, Sorelle, La Pegasus, Incontro a Farpoint)
  - La USS Olympia, al comando di Lisa Cusak, lascia il quadrante Alfa per un'esplorazione di otto anni del quadrante Beta. (Deep Space Nine: Il suono della sua voce)
  - Natima Lang, un agente del Servizio di Comunicazioni Cardassiano, si innamora di Quark, che sta vendendo illegalmente cibo ai bajorani. Lui sfrutta l'occasione per usare i codici personali di Natima e rubare denaro dal Governo cardassiano. (Deep Space Nine: Un vecchio amore)
  - Otto mesi prima della sua costruzione, la SS Tsiolkovsky viene assegnata allo studio del collasso di una stella supergigante rossa in una nana bianca. (The Next Generation: Contaminazione)
  - Su Velara III, operazioni di foratura toccano l'acqua degli strati sotto la superficie. (The Next Generation: Progetto Terraforming)
  - Gul Darhe'el muore nel sonno a causa di un'emorragia coleibrica. (Deep Space Nine: Colpevole ad ogni costo)
  - George Primmin diventa un ufficiale della sicurezza. (Deep Space Nine: Il gioco dei Wadi)
  - Nella sua ricerca dell'Albino, il maestro di Dahar, Kang, scopre una delle mogli abbandonate dall'Albino su Dayos IV. Kang la aiuta e in seguito le racconterà degli omicidi commessi dall'Albino. Lei però non gli dà alcun'informazione. (Deep Space Nine: Patto di sangue)
  - Gul Dukat e Hadar si recano al Centro per la Scienza bajorano per vedere Odo e le sue abilità. (Deep Space Nine: La lista di Vaatrik)
  - La Flotta Stellare ottiene la sua più grande informazione d'intelligence, fino al ritrovamento di una nave Jem'Hadar su Torga IV nel 2373. (Deep Space Nine: La nave)
  - Sul pianeta Ba'ku, nasce Artim. (Star Trek - L'insurrezione)
  - Greta Vanderweg inizia il suo servizio nella Flotta Stellare. (Deep Space Nine: Campo di tiro)
  - Nasce Paul Menegay. (The Next Generation: La Pegasus)
  - Vaatrik sposa Pallra. (Deep Space Nine: La lista di Vaatrik)
- 2364
  - Avvenimenti della prima stagione di Star Trek: The Next Generation.
  - Il senatore Pardek rappresenta i Romulani a una conferenza commerciale baroliana. (The Next Generation: Il segreto di Spock (prima parte))
  - Aamin Marritza comincia a lavorare come istruttore all'Accademia Militare Cardassiana su Kora II. (Deep Space Nine: Colpevole ad ogni costo)
  - Morn visita Quark per la prima volta. (Deep Space Nine: Chi piange per Morn?)
  - Ro Laren si diploma all'Accademia della Flotta Stellare ed è assegnata alla USS Wellington. (The Next Generation: Il guardiamarina Ro)
  - Il Jem'Hadar Virak'kara viene creato nel quadrante Gamma. (Deep Space Nine: Fino alla morte)
  - Mardah lascia la sua famiglia su Bajor per vivere da sola. (Deep Space Nine: Nato per combattere)
  - Sei mesi prima che la Enterprise-D visitasse il sistema Omega Sagitta, Benzan di Straleb e Yanar di Atlec cominciano a corteggiarsi con l'assistenza del capitano Thadiun Okona. (The Next Generation: Okona l'immorale)
  - La Flotta Stellare inizia una ricerca per un'adeguata stella che corrisponda ai requisiti necessari, inclusa la somiglianza con il sole di Kaelon II, per eseguire un test di potenziamento della fusione dell'elio. (The Next Generation: Una vita a metà)
  - Su Yadera II, muore il padre di Taya. (Deep Space Nine: La valle delle illusioni)
- 2365
  - Avvenimenti della seconda stagione di Star Trek: The Next Generation.
  - Guinan sale a bordo della Enterprise D su richiesta personale del capitano Picard. Servirà nel locale "Ten Forward" a bordo della nave. (The Next Generation: L'attacco dei Borg (prima parte))
  - Dukat conduce Odo su Terok Nor per indagare sull'omicidio di Vaatrik, un chimicio bajorano. Odo incontra Kira Nerys e Quark per la prima volta, ma non risolve il caso. (Deep Space Nine: La lista di Vaatrik)
  - Morn, Hain, Larell, Krit e Nahsk prendono parte alla Festa della mamma heistiana su Lissepia. (Deep Space Nine: Chi piange per Morn?)
  - Una nave talaxiana con ventitré persone a bordo è presa prigioniera dai vidiiani e inviata su Avery III. (Voyager: Separazione)
  - In un'alluvione invernale su Mintaka III, sei mintakiani annegano, due adulti e quattro bambini. Uno degli adulti è la moglie di Liko e madre di Oji. (The Next Generation: Prima direttiva)
  - Tuvok e Kathryn Janeway legano, dopo che Janeway impara a fidarsi dei consigli di Tuvok. (Voyager: Repulsione)
  - In una lezione di due ore del corso di fisica astrale, Wesley Crusher è il primo a capire il Teorema di Elway. (The Next Generation: I terroristi di Rutia)
  - Chu'lak inizia a servire a bordo della USS Grissom. (Deep Space Nine: Campo di tiro)
  - Benjamin Sisko e Solok si incontrano per l'ultima volta nei successivi dieci anni. (Deep Space Nine: La partita)
  - Calvin Hutchinson incontra Beverly Crusher per l'ultima volta prima di ritrovarsi quattro anni dopo su Arkaria. (The Next Generation: Complotto a bordo)
- 2366
  - Avvenimenti della terza stagione di Star Trek: The Next Generation.
  - Il membro dell'equipaggio dell'Enterprise Sandoval incontra la sua fine. (The Next Generation: Questione di etica)
  - Alexander Roženko, figlio di Worf, nasce su K'Ehleyr. (The Next Generation: Successione, L'onda soliton)
  - Gli Angosiani entrano a far parte della Federazione. (The Next Generation: I perseguitati)
  - Harry Kim entra nell'Accademia della Flotta Stellare. (Voyager: Non sequitur)
  - La Flotta Stellare inizia a sviluppare la USS Defiant. (Deep Space Nine: In cerca dei fondatori (prima parte))
  - Anjohl Tennan muore nel campo di lavoro Batal. (Deep Space Nine: Il volto mutevole del male)
  - B'Elanna Torres entra nell'Accademia della Flotta Stellare. (Voyager: Dall'altra parte dell'universo, Rischio estremo)
  - Odo viene scelto come ufficiale della Corte Cardassiana. (Deep Space Nine: Il processo)
  - D'Ghor inizia ad attaccare sistematicamente la Casata di Kozak nel tentativo di indebolirla finanziariamente. (Deep Space Nine: Il casato di Quark)
  - I bajorani Ishan Chaye, Jillur Gueta e Timor Landi vengono giustiziati su Terok Nor dopo un tentato assassinio di Gul Dukat. Tre giorni dopo, un altro attacco convince Odo, responsabile delle investigazioni, che i tre Bajorani erano innocenti. (Deep Space Nine: Prigionieri del passato)
  - La nave da trasporto cardassiana Ravinok è attaccata dai Breen e costretta ad atterrare su Dozaria. (Deep Space Nine: I sopravvissuti della Ravinok)
  - Nikolai Roženko e Worf si vedono per l'ultima volta prima del 2370. (The Next Generation: Terra promessa)
  - Benjamin Sisko indossa un'uniforme della Flotta Stellare per l'ultima volta fino al 2369. (Deep Space Nine: Il gioco dei Wadi)
  - Universo specchio: Benjamin e Jennifer Sisko si separano. (Deep Space Nine: Sisko nello specchio)
- 2367
  - Avvenimenti della quarta stagione di Star Trek: The Next Generation.
  - Diversi individui nelle navi vicino a Wolf 359 e in altri vascelli nell'area vengono catturati e assimilati dai Borg. Alcuni di essi fanno ritorno nel quadrante Delta per motivi sconosciuti. (Voyager: Unito, Regressione infinita)
  - Zio viene imprigionato nel complesso di detenzione di massima sicurezza akritiriano. (Voyager: La prigione)
  - Q prende con sé Vash per un viaggio di due anni nel quadrante Gamma. (Deep Space Nine: Per amore di Q)
  - La Trill Jadzia si unisce al simbionte Dax, dopo la morte di Curzon, il suo precedente ospite. (Deep Space Nine: Il passato di Dax)
  - Nasce Melissa Willoughby. (Deep Space Nine: Tradimento, fede e il Grande Fiume)
  - Benjamin Sisko segue un aggiornamento alla Flotta Stellare su Q. (Deep Space Nine: Per amore di Q)
  - Telek R'Mor dell'Accademia di Astrofisica Romulana muore prima di poter inviare il messaggio ricevuto dalla USS Voyager dal 2371 dal quadrante Delta. (Voyager: La cruna dell'ago)
  - Si verifica un'eclissi su Banea, nel quadrante Delta. Lidell Ren riferisce a Tom Paris, quattro anni dopo, che quello fu un momento importante per suo marito Tolen e che quella fu l'ultima volta che "è stata sua moglie". (Voyager: Un testimone insolito)
  - Tova Veer diventa assistente di Forra Gegen. (Voyager: L'origine della specie)
  - Haley viene messa online al Centro di Oloprogrammazione della Stazione Jupiter da Lewis Zimmerman. (Voyager: La linea della vita)
  - In un'altra realtà quantica, Jean-Luc Picard rimane disperso in uno scontro con i Borg e William Riker gli succede come capitano della Enterprise-D con Worf come primo ufficiale. Nella stessa realtà alternativa, Worf e Deanna Troi iniziano una relazione romantica e hanno il loro primo figlio, Eric-Christopher Roženko. (The Next Generation: Universi paralleli)
  - Il pianeta dei Brunali viene attaccato dal Collettivo Borg. (Voyager: Un gioco da ragazzi)
- 2368
  - Avvenimenti della quinta stagione di Star Trek: The Next Generation.
  - Fatto sconosciuto all'epoca, il ritorno degli Hugh causa un problema sistemico diffuso ai Borg, con molti droni che risultano esclusi dal Collettivo. (The Next Generation: Il ritorno dei Borg (seconda parte))
  - Hector Ilario entra nell'Accademia della Flotta Stellare. (Deep Space Nine: Campo di tiro)
  - Nasce Mezoti. (Voyager: Cenere alla cenere)
  - La Flotta Stellare introduce la Classe Danube. (Deep Space Nine: La comunità di Alixus)
  - Julian Bashir, Elizabeth Lense e Erit si diplomano all'Accademia Medica della Flotta Stellare. Lense come prima della classe, Bashir come secondo. (Deep Space Nine: Il vascello solare)
  - Nel tentativo di sopportare lo stress di dover vivere a bordo della stazione spaziale Deep Space Nine, vicino a Bajor, Elim Garak attiva il suo impianto craniale dell'Ordine Ossidiano, progettato per aiutare a sopportare le torture, tenendolo attivo per i successivi due anni. (Deep Space Nine: Il mistero di Garak)
  - Bok si guadagna l'uscita dalla Prigione Rog. (The Next Generation: La vendetta di Bok)
  - 3 marzo - Il comandante Chakotay visita il Comando della Flotta Stellare per l'ultima volta, prima di finire nel quadrante Delta, e rassegna le sue dimissioni all'ammiraglio Namimby. (Voyager: La teoria di Shaw)
  - B'Elanna Torres esce dall'Accademia della Flotta Stellare. (Voyager: Rischio estremo)
  - Enabran Tain si ritira da capo dell'Ordine Ossidiano e si stabilisce sulla Colonia Arawath. (Deep Space Nine: Il mistero di Garak, Attacco ai Fondatori (seconda parte))
  - Un vascello Borg trasportante Sette di Nove e diversi altri droni si schianta su un pianeta del quadrante Delta. I droni risultano essere separati dal Collettivo Borg e cominciano a riottenere le loro identità, ma vengono riuniti in un temporaneo collettivo creato da Sette di Nove. (Voyager: Istinto di sopravvivenza)
  - Neelix visita un planetoide ricco di dilitio che sarà in seguito visitato dalla USS Voyager nel 2371. (Voyager: Ladri di organi)
  - In un'altra realtà quantica, il comandante Worf, primo ufficiale della Enterprise D, e sua moglie Deanna Troi hanno il loro secondo figlio, Shannara Roženko. (The Next Generation: Universi paralleli)
- 2369
  - Avvenimenti della sesta stagione di Star Trek: The Next Generation.
  - Avvenimenti della prima stagione di Star Trek: Deep Space Nine.
  - Ro Laren lascia la Enterprise-D per partecipare al programma di Addestramento Tattico Avanzato della Flotta Stellare. (The Next Generation: Il tenente Ro)
  - Data stellare: 46437.5 - Un file di backup viene installato nel missile cardassiano ATR-4107. (Voyager: Arma letale)
  - Sulla Terra, vengono festeggiati i quattrocento anni dallo sbarco sulla Luna dell'Apollo 11. Uno dei cadetti della Flotta Stellare che riceve il permesso per parteciparvi è Harry Kim. (Voyager: Non Sequitur, La Nightingale)
  - Una nave Jem'Hadar si schianta su Bopak III. L'unico sopravvissuto è Goran'Agar, che inaspettatamente sopravvive per altri trentacinque giorni senza ketracel bianca. (Deep Space Nine: Il giuramento di Ippocrate)
  - Toman'torax diventa il Secondo di Omet'iklan. (Deep Space Nine: Fino alla morte)
  - Muote il padre di Arjin. (Deep Space Nine: Il candidato)
  - Seska, un agente dell'Ordine Ossidiano, si unisce ai ribelli sotto le spoglie di un bajorano. (Voyager: Tradimento a bordo)
  - Viene rilasciata un'altra variante delle uniformi della Flotta Stellare, stavolta nere con strisce colorate sulle spalle. (Generazioni; Voyager: Dall'altra parte dell'universo (prima parte), Equinox)
  - Su Ocampa, nasce Kes. (Voyager: Torsione spaziale, Prima e dopo)
  - Il capitano Silva La Forge, madre di Geordi La Forge, diventa ufficiale comandante della USS Hera. (The Next Generation: L'interfaccia)
- 2370
  - Avvenimenti della settima stagione di Star Trek: The Next Generation.
  - Avvenimenti della seconda stagione di Star Trek: Deep Space Nine.
  - B'Elanna Torres si unisce ai ribelli Maquis dopo che Chakotay le salva la vita. (Voyager: Dall'altra parte dell'universo, Arma letale, Sola)
  - B'Elanna Torres entra in un missile cardassiano e lo riprogramma per i Maquis. Torres soprannomina il missile Dreadnought. (Voyager: Arma letale)
  - Kathryn Janeway viene scelta per il comando della USS Voyager. (Voyager: Diritto di morte)
  - Zim Brott comincia a servire a bordo della Deep Space Nine. (Deep Space Nine: Campo di tiro)
  - Il pianeta dei Brunali viene attaccato dal Collettivo Borg. (Voyager: Un gioco da ragazzi)
  - Data stellare: 47007.1 - La USS Equinox, comandata dal capitano Rudolph Ransom, viene varata. Data stellare: 47302.5 - Il cadetto Harry Kim riceve la Medaglia d'Eccellenza Cochrane. Data stellare: 47918 - Harry Kim si diploma all'Accademia della Flotta Stellare con il grado di guardiamarina. (Voyager: Non Sequitur)
  - In una realtà alternativa, a Harry Kim viene negato di imbarcarsi con la USS Voyager (Data stellare: 47925). Kim richiede di essere trasferito al Corpo Ingegneri della Flotta Stellare (Data stellare: 47928). (Voyager: Non Sequitur)
- 2371
  - Avvenimenti di Generazioni.
  - Avvenimenti della terza stagione di Star Trek: Deep Space Nine.
  - Avvenimenti della prima stagione di Star Trek: Voyager.
  - Avvenimenti della prima parte della seconda stagione di Star Trek: Voyager.
  - La nave stellare USS Equinox scompare, portata nel quadrante Delta dai Fondatori. La nave inizia il viaggio verso il quadrante Alfa, ma si scontra con la Guardia Krowronana, subendo gravi danni e perdendo metà dell'equipaggio. (Voyager: Equinox)
  - Kes viaggia fino a questo anno da cinque anni nel futuro. Tenta di consegnare l'equipaggio della USS Voyager ai Vidiiani in cambio di un passaggio sicuro di lei e della Kes del presente su Ocampa. Il suo piano fallisce e Kathryn Janeway è costretta ad ucciderla. La Kes del presente registra un messaggio per sé stessa del futuro affinché non viaggi nel tempo, alterando così la storia. (Voyager: Furia)
  - La USS Olympia si schianta su un pianeta nel settore Ruthariano. Il messaggio di aiuto del capitano Lisa Cusak viene inviato nel futuro di tre anni dalla barriera energetica del pianeta e intercettato dalla USS Defiant. Il capitano Cusack muore sul pianeta. (Deep Space Nine: Il suono della sua voce)
  - Martok viene catturato dal Dominio al Summit di Kang e inviato al Campo di Internamento 371. (Deep Space Nine: All'ombra del Purgatorio)
- 2372
  - Avvenimenti della quarta stagione di Star Trek: Deep Space Nine.
  - Avvenimenti della seconda parte della seconda stagione di Star Trek: Voyager.
  - Hector Ilario si diploma all'Accademia della Flotta Stellare mentre Greta Vanderweg viene trasferita alla Deep Space Nine. (Deep Space Nine: Campo di tiro)
  - Una nave da guerra annari, comandata dal generale Valen, viene intrappolata nel Vuoto. (Voyager: Il vuoto)
  - La guerra tra i Druoda e una specie sconosciuta nel quadrante Delta termina. (Voyager: L'ordigno)
- 2373
  - Avvenimenti di Primo contatto.
  - Avvenimenti della quinta stagione di Star Trek: Deep Space Nine.
  - Avvenimenti della terza stagione di Star Trek: Voyager.
  - Il Comando della Flotta Stellare dichiara la USS Voyager ufficialmente persa. (Voyager: Il messaggio in bottiglia)
  - Un gruppo di Talaxiani, guidati da Oxilon, stabilisce una colonia su un asteroide. (Voyager: La colonia)
- 2374
  - Avvenimenti della sesta stagione di Star Trek: Deep Space Nine.
  - Avvenimenti della quarta stagione di Star Trek: Voyager.
  - Il viceammiraglio Fujisaki muore per avvelenamento. (Deep Space Nine: Inter Arma Enim Silent Leges)
  - Gli Evora raggiungono la tecnologia del motore a curvatura. (Star Trek - L'insurrezione)
  - L'Impero Annari comincia l'embargo al pianeta dei Kraylor. (Voyager: La Nightingale)
- 2375
  - Avvenimenti di Star Trek - L'insurrezione.
  - Avvenimenti della settima stagione di Star Trek: Deep Space Nine.
  - Avvenimenti della quinta stagione di Star Trek: Voyager.
  - Il pianeta dei Brunali è attaccato dal Collettivo Borg. (Voyager: Un gioco da ragazzi)
- 2376
  - Avvenimenti della sesta stagione di Star Trek: Voyager.
  - Il capitano Kathryn Janeway viene rapita dai Kellidiani, ma viene salvata dal tenente comandante Tuvok. (Voyager: Fine del gioco)
- 2377
  - Avvenimenti della prima parte della settima stagione di Star Trek: Voyager.
- 2378
  - Avvenimenti della seconda parte della settima stagione di Star Trek: Voyager.
- 2379
  - Avvenimenti di Star Trek - La nemesi.
- 2380
  - Avvenimenti della prima stagione di Star Trek: Lower Decks.
  - Se i Moneani non avessero interrotto l'estrazione di ossigeno dall'acqua, il loro pianeta avrebbe perso coesione in questo anno. (Voyager: Trenta giorni)
- 2381
  - Avvenimenti della seconda e terza stagione di Star Trek: Lower Decks.
  - In una linea temporale alternativa, Sette di Nove verrà ferita a morte durante una missione e morirà tra le braccia del marito, Chakotay (Voyager: Fine del gioco)
- 2382
  - Due vascelli indirizzati alla USS Voyager cinque anni prima dovrebbero incontrarla in questo anno, o quello successivo. (Voyager: La linea della vita)
  - Avvenimenti della quarta e quinta stagione di Star Trek: Lower Decks.
- 2383
  - Avvenimenti di parte della prima stagione di Star Trek: Prodigy.
  - Il falso evento vissuto dal comandante William T. Riker mentre era nell'illusione creata da Barash su Alpha Onias III doveva essere ambientato in questo anno. (The Next Generation: Futuro imperfetto)
- 2384
  - Avvenimenti di parte della prima stagione di Star Trek: Prodigy.
- 2385
  - Scoppia su Marte una ribellione di androidi, che porta la Federazione a vietare forme di vita "sintetiche".[4]
- 2387
  - Il Senato romulano viene a sapere della presenza di una supernova che può diventare una minaccia per l'intera galassia. Chiedono quindi all'ambasciatore Spock di pilotare una nave speciale, equipaggiata con materia rossa, il cui scopo era creare un buco nero artificiale nella supernova. Tuttavia, la supernova esplode, raggiungendo Romulus e distruggendo il pianeta, prima che Spock potesse neutralizzare la stella. Il buco nero creato risucchia il vascello di Spock e la nave mineraria Narada, comandata da Nero. Quest'ultima finisce 154 anni nel passato, Spock invece 129. (Star Trek (film 2009)[4]
- 2390
  - In una linea temporale alternativa, Harry Kim invia un messaggio indietro di quindici anni aSette di Nove, facendo collassare il vortice quantico in cui la USS Voyager stava viaggiando, impedendo la formazione della linea temporale alternativa. (Voyager: Senza tempo)
- 2394
  - In una linea temporale alternativa, la USS Voyager ritorna sulla Terra dal quadrante Delta dopo ventitré anni. Nello stesso anno muore Chakotay. (Voyager: Fine del gioco)
- 2395
  - Gli eventi del futuro anti-tempo, secondo Jean-Luc Picard, sono avvenuti in questo anno. (The Next Generation: Ieri, oggi, domani)
- 2399
  - Avvenimenti della prima stagione di Star Trek: Picard.[4]

### XXV secolo
- 2400
  - Avvenimenti di parte della seconda stagione di Star Trek: Picard.
- 2401
  - Avvenimenti di parte della terza stagione di Star Trek: Picard.
  - Muore in un attentato Ro Laren (Picard: Impostori)
- 2404
  - In una linea temporale alternativa, l'ammiraglio Janeway viola la Prima direttiva temporale per andare indietro nel tempo e accorciare il viaggio della USS Voyager, in modo che la nave e il suo equipaggio possano tornare sulla Terra dopo 7 anni di peregrinazioni nel quadrante Delta e non dopo 23, come è invece accaduto secondo la realtà dell'ammiraglio (Voyager : Fine del gioco).
- 2405
  - Norvo Tigan dovrebbe uscire di prigione dopo aver scontato la sua condanna. (Deep Space Nine: Figliol prodigo)
- 2415
  - Il messaggio inviato alla USS Enterprise D dalla Galassia M-33 nel 2364 dovrebbe giungere nel raggio d'ascolto della Flotta Stellare. (The Next Generation: Dove nessuno è mai giunto prima)
  - Se l'equipaggio del Mariposa avesse rifiutato l'aiuto dell'Enterprise, in questo anno l'errore di replicazione avrebbe reso i loro cloni inutilizzabili, non permettendo alla Federazione di colonizzare il pianeta. (The Next Generation: L'avventura del Mariposa)
  - Nel 2378, l'equipaggio della USS Voyager si aspetta di raggiungere la Federazione in questo anno, con data stellare 92690.8. (Voyager: Fine del gioco)
- 2423
  - Ci si aspetta che Solosos III diventi di nuovo abitabile per gli umani in questo anno. (Deep Space Nine: Per l'uniforme)
- 2431
  - Secondo Benjamin Sisko, in questo anno, Meridian sarebbe tornato nell'universo primario. (Deep Space Nine: Meridian)
- 2446
  - Nel 2371, all'inizi del viaggio della Voyager, l'equipaggio riteneva che sarebbero tornati a casa in questo anno. (Voyager: Dall'altra parte dell'universo)
- 2468
  - Jadzia Dax ha predetto che Miles O'Brien sarebbe morto in questo anno, nel suo letto, pacificamente e circondato da familiari e amici. (Deep Space Nine: Fino alla morte)
- 2472
  - Secondo Q, circa in questo anno, gli Umani sarebbero giunti nel quadrante Delta. (Voyager: Diritto di morte)

### XXVI secolo
- La Federazione dei Pianeti Uniti è diventata un'entità ancora più potente dei secoli precedenti, con cittadini appartenenti a razze come Klingon, Itheniti e Xindi. (Enterprise: Azati primo)
- Una navetta in grado di viaggiare nel tempo, va nel New Jersey del XXII secolo e poi nella USS Enterprise-D nel 2368. (The Next Generation: Uno strano visitatore)
- Se la forza di invasione kelvana fosse rimasta in controllo dell'USS Enterprise, si è ipotizzato che le navi stellari kelvane sarebbero giunte nella Galassia di Andromeda in questo secolo. Tuttavia, l'equipaggio della Flotta Stellare riprese il controllo dell'Enterprise, stabilì una cooperazione con i Kelvani e lanciò una navetta robotizzata verso Andromeda proponendo un'alleanza tra la Federazione e l'Impero Kelvan. (Serie Classica: Con qualsiasi nome)
- 2507
  - Universo specchio: l'Impero Terrestre sarebbe crollato in seguito alla rivolta galattica predetta dagli Halkani, se non fosse stato sopraffatto dall'Alleanza tra Klingon e Cardassiani. (Serie Classica: Specchio, specchio)
- 2553
  - La Federazione è considerata responsabile di aver distrutto il mondo degli Xindi in questo periodo. (Enterprise: Attacco alla Terra)
- 2554
  - Nel futuro mostrato da Daniels a Jonathan Archer, le forze della Federazione sconfiggono l'invasione dei Costruttori di sfere, nella battaglia di Procyon V, e li obbligano nel loro reame trans-dimensionale. La nave stellare USS Enterprise-J partecipa alla battaglia. (Enterprise: Azati primo)
- 2562
  - Una stella a neutroni in un sistema binario nel settore Alpha Kavis esplode. (The Next Generation: Evoluzione)
- 2568
  - Una nave robotizzata lanciata verso la Galassia di Andromeda dalla Via Lattea e diretta su Kelva, dovrebbe giungere in questo periodo. (Serie Classica: Con qualsiasi nome)
- 2573
  - Un componente che sarebbe stato usato nella sonda Xindi viene realizzato in questo anno dai Costruttori di sfere e inviato nel XXII secolo. (Enterprise: Attacco alla Terra)

## Epoche successive

### XXVII secolo
- 2664
  - La prima data che i microcervelli di Velara III avrebbero considerato per riaprire le comunicazioni con la Federazione. (The Next Generation: Progetto Terraforming)
- Circa 2666
  - A metà secolo, lo scienziato Kal Dano crea il Tox Uthat, un potente dispositivo che può fermare la fusione nucleare nelle stelle. Per timore che qualcuno possa rubarlo, lo trasporta su Risa nel XXII secolo. Più tardi, due criminali vorgon, Ajur e Boratus, viaggiano nel XXIV secolo per trovare il Tox Uthat. (The Next Generation: Le vacanze del capitano)
- 2671
  - I Cento Fondatori dovrebbero ritornare al Grande Legame circa in questo anno. (Deep Space Nine: In cerca dei fondatori (seconda parte))
- 2676
  - Per ordine del capitano Kathryn Janeway, è stata data sufficiente energia al memoriale nakano affinché funzionasse fino a questo anno. (Voyager: In memoria)

### XXVIII secolo
- Il misterioso benefattore della Cabala sulibana è originario di questo secolo. (Enterprise: Onda d'urto (prima parte), Onda d'urto (seconda parte))
- 2758
  - Una stella a neutroni in un sistema binario nel settore Alpha Kavis esplode. (The Next Generation: Evoluzione)
- 2769
  - Antropologi della Federazione, da questo secolo, viaggiano nel tempo per osservare la costruzione della Grande Piramide di Giza, secondo quanto permesso nell'Accordo Temporale. (Enterprise: Guerra temporale)

### XXIX secolo
- Circa 2868
  - È stato stimato che la risposta dei Kelvan al messaggio della Federazione sarebbe stato ricevuto in questo periodo. (Serie Classica: Con qualsiasi nome)
- Le navi temporali della Federazione Aeon e USS Relativity operano in questo secolo. (Voyager: Futuro anteriore (seconda parte), Relativity)
- Circa 2873
  - In una linea temporale alternativa, Henry Starling, dopo aver acquistato la nave temporale Aeon nel 1967, viaggia in quest'epoca dal 1996. Non avendo sufficiente esperienza, il risultato è un'esplosione che distrugge il Sistema Solare. L'esplosione viene rilevata dal capitano Braxton a bordo di un'altra versione della Aeon, che identifica dei detriti dello scafo secondario della USS Voyager. Ritenendola responsabile, viaggia nel quadrante Delta del 2373 per evitare l'incidente. (Voyager: Futuro anteriore (prima e seconda parte))
- I Na'kuhl, una fazione della Guerra Fredda Temporale che si oppone all'Accordo Temporale, fuggono da quest'epoca con un viaggio temporale stealth fino agli anni '40 sulla Terra, in una linea temporale dove la Guerra Fredda Temporale diventa una guerra vera e propria. Negli anni '40, Vosk, con l'aiuto del Partito Nazista, costruisce un dispositivo temporale per tornare in questo secolo, dando il via alla Guerra Temporale. Tutti i danni causati alla linea temporale, inclusi gli eventi che permettono a Vosk di aiutare i nazisti, che poi invadono gli Stati Uniti, vengono annullati quando il passaggio temporale stealth viene distrutto prima che i Na'kuhl lasciassero questo secolo. (Enterprise: Nuovo fronte temporale (prima e seconda parte))
- Circa 2875
  - La nave temporale Relativity, al comando del capitano Braxton, usa i suoi sensori temporali per scandagliare la USS Voyager del 2375 e scoprire un'esplosione temporale durante quel periodo. L'equipaggio recluta Sette di Nove tre volte per scoprire come, dove e chi ha posizionato il dispositivo temporale. Quando Braxton stesso si rivela il sabotatore, il capitano Kathryn Janeway viene inviato indietro nel tempo per fermarlo non appena arriva a bordo. Sette e Janeway vengono fatti ritornare alla loro epoca e il Braxton della nave, quello che posiziona il dispositivo e quello che arriva a bordo della USS Voyager vengono reintegrati in un solo individuo per essere processato. (Voyager: Relativity)

### XXX secolo
- 2954 Una stella a neutroni in un sistema binario nel settore Alpha Kavis esplode. (The Next Generation: Evoluzione)
- Intorno all'anno 2958, le forniture di Dilithium nella Via Lattea iniziarono a prosciugarsi, segnando l'inizio di una crisi energetica. La Federazione Unita dei Pianeti iniziò lo sviluppo e la sperimentazione di alternative alla propulsione a curvatura, sebbene nessuna si dimostrò affidabile. (Star Trek: Discovery)
- 2975
  - Informazioni su qualcosa varato in questo anno, e etichettato come "Progetto Scafo C4-00", erano parte del database temporale di Daniels. (Enterprise: Il mistero della navetta)
- 2991
  - Il database temporale di Daniels conteneva informazioni su una Navetta Serie 24, Stile Corpo A e un Progetto C Scafo 69 Serie 3391, varati in questo anno. (Enterprise: Il mistero della navetta)

### XXXI secolo
- Nasce Daniels. In quest'epoca, il viaggio nel tempo è così comune che vi sono discriminatori quantici in ogni banco di scuola secondaria. (Enterprise: Onda d'urto (seconda parte))
- Circa 3052
  - Daniels, temendo una modifica nella linea temporale, trasporta Jonathan Archer nella sua epoca, causando un cambiamento catastrofico che ha distrutto la sua intera civiltà. Tornando nel 2152, riescono a risolvere il problema. (Enterprise: Onda d'urto (prima e seconda parte))
  - Una navetta temporale torna nel XXII secolo, dove subisce qualche sorta di danno critico. Il pilota rimane ucciso nell'incidente e la navetta è pesantemente danneggiata. Viene casualmente scoperta dall'Enterprise NX-01 nell'ottobre 2152 e il suo capo ingegnere, il comandante Charles Tucker III riesce a riattivare il canale temporale. Dopo pochi secondi, la navetta con il pilota e il canale stesso svaniscono, probabilmente recuperati dal XXXI secolo. (Enterprise: Il mistero della navetta)
- Circa 3070
  - Il capitano Jean-Luc Picard ha stimato che il nucleo di Atrea IV sarebbe rimasto fuso per settecento anni. (The Next Generation: Una madre per Data)
- Circa 3074
  - Nel Quadrante Delta, uno storico kyriano chiamato Quarren scopre una copia di backup di Dottore. Dopo averlo riattivato, il Dottore corregge la visione distorta della USS Voyager nella storia kyriana e favorisce una nuova armonia tra Kyrian e Vaskan. Dopo molti anni come Cancelliere Chirurgo Kyrian, questa copia di Dottore sale a bordo di una nave stellare e si dirige verso il quadrante Alfa per scoprire cosa ne è stato della USS Voyager e del suo equipaggio. (Voyager: Testimone oculare)
- All'incirca tra il 3060 e il 3080
  - Un evento chiamato il "Grande Fuoco" causa l'esplosione della maggior parte del dilitio della galassia, causando morte e distruzione. La Federazione non riesce a trovare una spiegazione e nel giro di pochi anni collassa. (Discovery: Quella speranza sei tu (prima parte)).
  - 3089 ca: la Federazione e il Comando della Flotta Stellare lasciano la Terra per un nuovo quartier generale.

### XXXII secolo
- Tutta la tecnologia dei viaggi del tempo viene distrutta a seguito delle Guerre Temporali.[puntata?]

- 3125
  - Una portaerei spaziale, il progetto XRT-55D, viene varata. (Enterprise: Il mistero della navetta)
- 3188
  - Avvenimenti di parte della terza stagione di Star Trek: Discovery.
  - Michael Burnham, usando la tuta del progetto Daedalus, viaggia in questo anno dal 23º secolo. (Discovery: Quella speranza sei tu (prima parte)).
- 3189
  - Avvenimenti di parte della terza stagione di Star Trek: Discovery.
- 3190
  - Avvenimenti della quarta stagione di Star Trek: Discovery.
- 3191
  - Avvenimenti della quinta stagione di Star Trek: Discovery.

## Futuro posteriore
- 3374
  - Secondo Obrist, se la nave-arma Krenim continua a modificare il tempo, a questo punto la completa restaurazione dell'Impero Krenim non sarebbe stata ancora raggiunta. (Voyager: Un anno d'inferno)
- 3500
  - Nel 2373, B'Elanna Torres minacciò di buttare il Dottore nel bel mezzo del millennio successivo. (Voyager: Il lato oscuro)
- Circa 7154
  - Gli Organiani credevano nel 2154 che avrebbero incontrato di nuovo gli Umani in questo periodo. (Enterprise: Gli osservatori)
- 52267
  - Gli Horta, nati su Janus VI nel 2267, in quest'epoca dovrebbero essere tutti morti eccetto una, che avrebbe dovuto prendersi cura dell'uovo che ha deposto. (Serie Classica: Il mostro dell'oscurità)
- CXXIII secolo
  - I livelli di radiazione nella Galassia di Andromeda raggiungono livelli intollerabili, secondo gli scienziati dell'Impero Kelvan. (Serie Classica: Con qualsiasi nome)
- Più di 500 000 anni
  - Gli androidi del pianeta di Mudd dovrebbero tutti aver cessato di funzionare. (Serie Classica: Io, Mudd)
- Più di due milioni di anni
  - Un proto sistema stellare, per cui Nella Daren tentò di costruire un modello matematico nel XXIV secolo, completerà la sua formazione. (The Next Generation: Amore e dovere)
- Più di un miliardo di anni
  - In un 2371 alternativo, secondo Cosimo un flusso temporale avrebbe potuto portare Harry Kim in quest'epoca, impedendogli di ripristinare la storia. (Voyager: Non Sequitur)
- Tra i sessanta e i settanta mila miliardi di anni
  - Secondo Jack, un Umano geneticamente ingegnerizzato, l'universo collasserà. (Deep Space Nine: Crisalide)